# Josef Hoffmann
Josef Franz Maria Hoffmann (Pirnitz, 15 december 1870 – Wenen, 7 mei 1956) was een Oostenrijks architect en ontwerper, betrokken bij de oprichting van de Wiener Secession en de centrale figuur van de Wiener Werkstätte die hij in 1903 oprichtte. Tot zijn bekendste ontwerpen behoort het Stocletpaleis in Brussel, het sluitstuk van de jugendstil. Karakteristiek is zijn voorkeur voor vierkanten en kubussen (voor het kubisme), die hem de spotnaam Quadratl-Hoffmann opleverde. Zijn stijl werd geleidelijk soberder en abstracter en zijn werk beperkt zich na verloop van tijd tot functionele, huishoudelijke attributen.

## Het geboortehuis

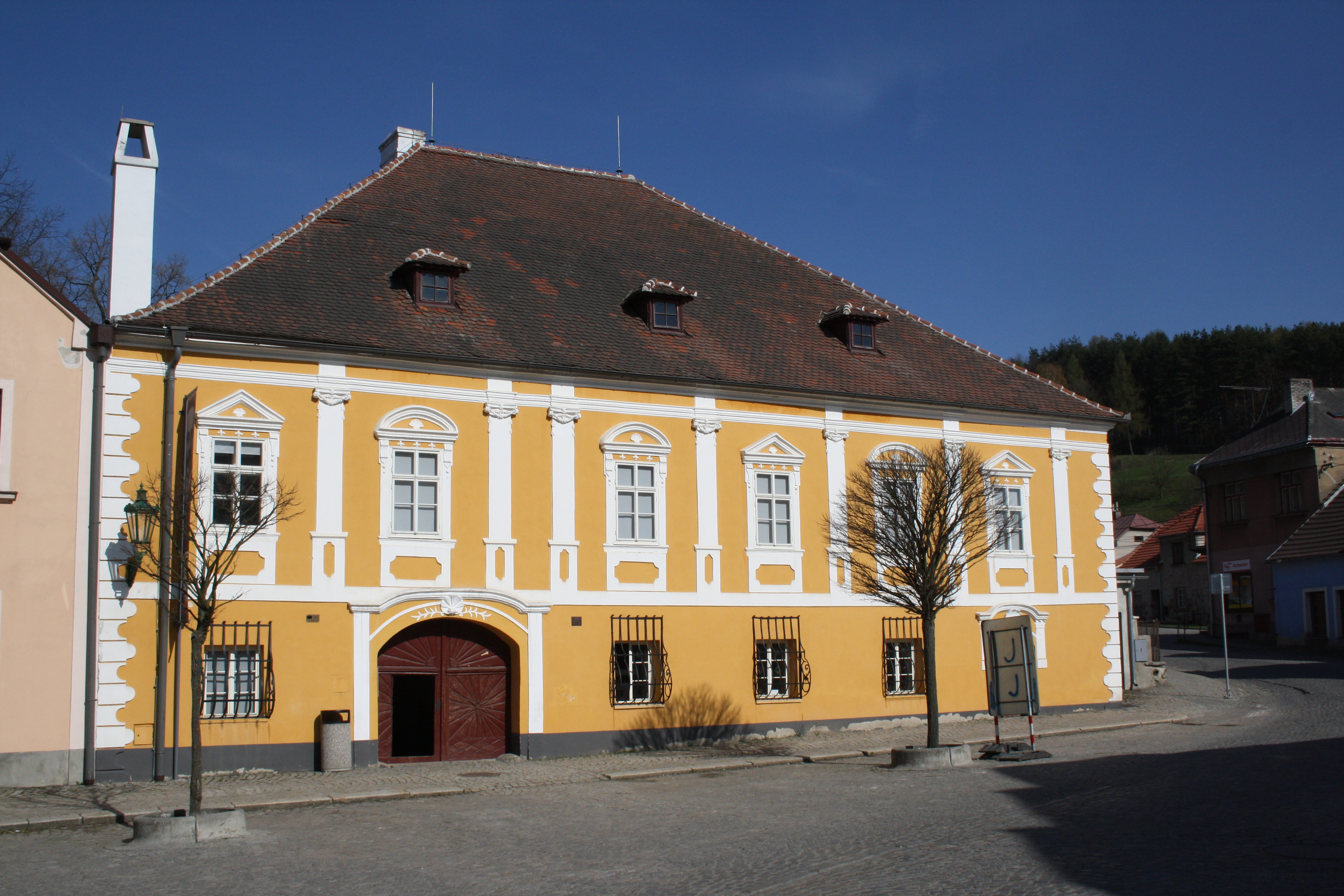
Het geboortehuis, nu een museum.

Hoffmann is geboren in Pirnitz/Brtnice, een klein stadje in het Moravië, waar zijn vader burgemeester was. Zijn geboortehuis staat er en is nu ingericht als het 'Hoffmann Museum.' Nu ligt het stadje in Tsjechië. Het telt ongeveer 3.800 inwoners.
Het grote voorouder- en ouderlijk huis staat in het centrum van de stad. Hoffmanns overgrootvader Franz Hoffmann ging er wonen in de jaren 1780. Van jongs af aan verbleef Hoffmann vooral 's zomers in het huis. Na de dood van zijn ouders veranderde hij zijn geboortehuis subtiel. In 1910-11 richtte hij het interieur opnieuw in. Hij behield veel meubilair en voegde er eigen werk aan toe. Hoffmann en zijn zussen keerden er elke zomer terug tot in  1945, toen het Sovjetleger het in beslag nam en de staat het confisqueerde als "Arbeidershuis". In 1970 kwam er een gedenkplaat. Van 1974 tot 1980 versterken werkzaamheden de fundamenten en de gewelven. Sinds de tentoonstelling in 1992 is het huis een permanent museum. Sinds 2003 is gebouw naar het ontwerp van Hoffmann zelf opgeknapt.

## Biografie

### De Wiener Secession, 1897-1905
Nutteloze ornamenten
Na zijn terugkeer uit Italië in 1897 trad hij in dienst bij het architectenbureau Wagner en sloot hij zich aan bij de Wiener Secession. Deze  Vereniging van Oostenrijkse Schone Kunstenaars was door Wagner, Gustav Klimt en anderen gelanceerd. Hoffmann ontwierp de foyer en het kantoor in het Secessiongebouw dat de eerste galerie van de beweging zou worden. De planning van de eerste tentoonstellingen vielen eveneens onder zijn bevoegdheid. In deze dagen schreef hij zijn eerste manifest voor de beweging en uit hij zijn afkeer voor nutteloze ornamenten. "Het gaat er niet om een raamwerk te bedekken met belachelijke ornamenten in gegoten cement, industrieel vervaardigd, noch om Zwitserse architectuur of huizen met puntgevels als model op te leggen. Het gaat om de creatie van een harmonieus geheel, van eenvoud, aangepast aan het individu... en met natuurlijke kleuren en een vorm die door de hand van een kunstenaar is gemaakt..." In zijn schrijven wees Hoffmann het historicisme niet geheel af. Hij prees het model van de Britse Arts-and-craftsbeweging en spoorde kunstenaars aan tot de vernieuwing van lokale vormen en tradities. De basis van de nieuwe stijl zijn authenticiteit van de materialen, eenheid van decor en een stijl aangepast aan de locatie.
Lesgever
Hoffmann huwt in 1898 Anna Hladik. In 1900 krijgen ze kregen een zoon, Wolfgang. Hoffmann heeft het druk met de Parijse tentoonstelling in 1900 die de Secession-stijl aan een internationaal publiek toont. In dat zelfde jaar ontwerpt hij de Achtste Expositie van de Secession, een van dé tentoonstellingen in Wenen, met internationale deelnemers zoals de Duitse kunstcriticus en schrijver Julius Meier-Graefe, de Belg Henry van de Velde, de Schotten Charles Ashbee, Charles Rennie Mackintosh en Margaret Macdonald Mackintosh uit Glasgow. De expo toont modelhuizen met een zadeldak en kleine vierkante ramen in de Weense wijk Hohe-Wart getypeerd door de Arts-and-craftsbeweging. In deze periode doet hij de verbouwing voor zijn vriend Paul Wittgenstein, bouwt hij stads- en landhuizen voor collega's en vrienden en een Lutherse kerk en een pastorie in St. Aegyd am Neuwald, in Neder-Oostenrijk. In 1899, op negenentwintigjarige leeftijd, gaat hij les te geven aan de Kunstgewerbeschule of de Kunstnijverheidsschool, nu de Universiteit voor Toegepaste Kunsten in Wenen. Na de Eerste Wereldoorlog zullen veel studenten tot de Wiener Werkstätte toetreden: Christa Ehrlich, Reni Schaschl, Maria Likars, Gudrun Baudisch, Susi Singer en Vally Wieselthier. Christa Ehrlich bezoekt in 1927 de zilverfabriek in het Nederlandse Voorschoten. 
Strak
Rond de eeuwwisseling wordt Hoffmanns werk streng, geometrisch en on-ornamentaal. Het abstracte ervaart hij als bevrijdend. De Japanse kunst die ingang vindt in Europa sinds de tweede helft van de negentiende eeuw, draagt hiertoe bij. Hoffmann verkies geometrische vormen, vooral vierkanten, zwarte en witte vlakken en verklaarde later dat "deze vormen, die voor iedereen begrijpelijk zijn, nooit eerder voorkwamen in de kunst". Hij is verantwoordelijk voor het decor rond Gustav Klimts beroemde Beethoven-fries. Aan Olbrichs Secessionsgebouw in Wenen levert hij in 1902 het Supraportenrelief. 
Galerij

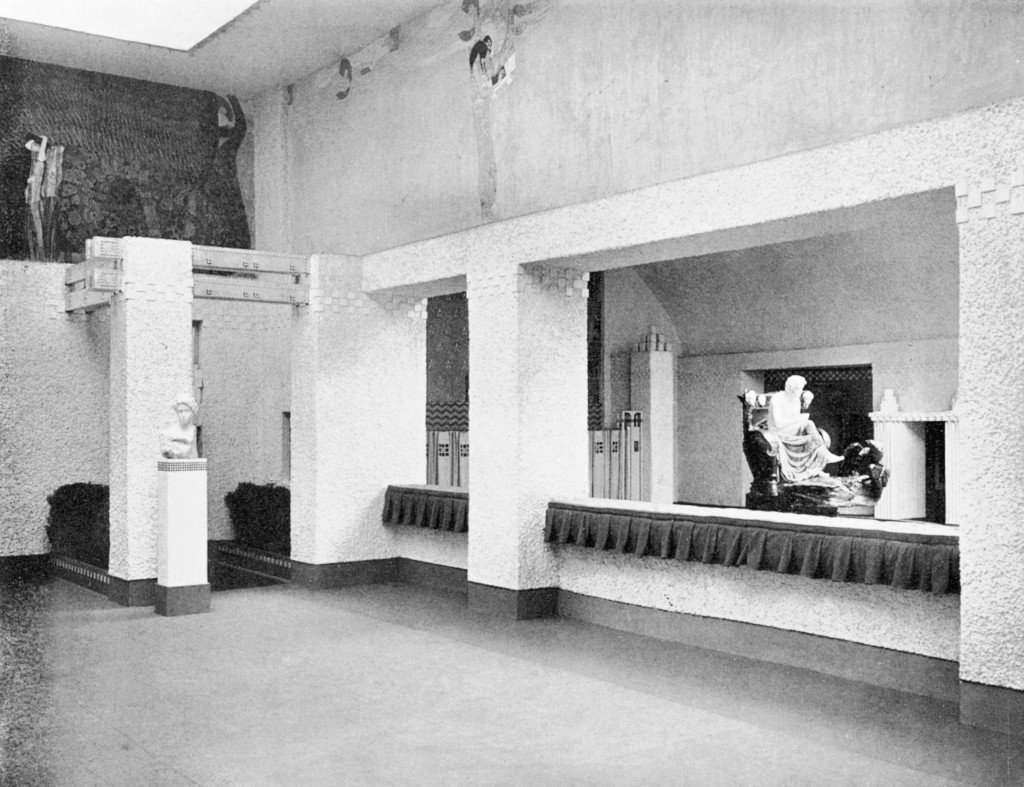
Installatie door Josef Hoffmann van het Beethovenfries van Gustav Klimt in het Secessiongebouw (1902)
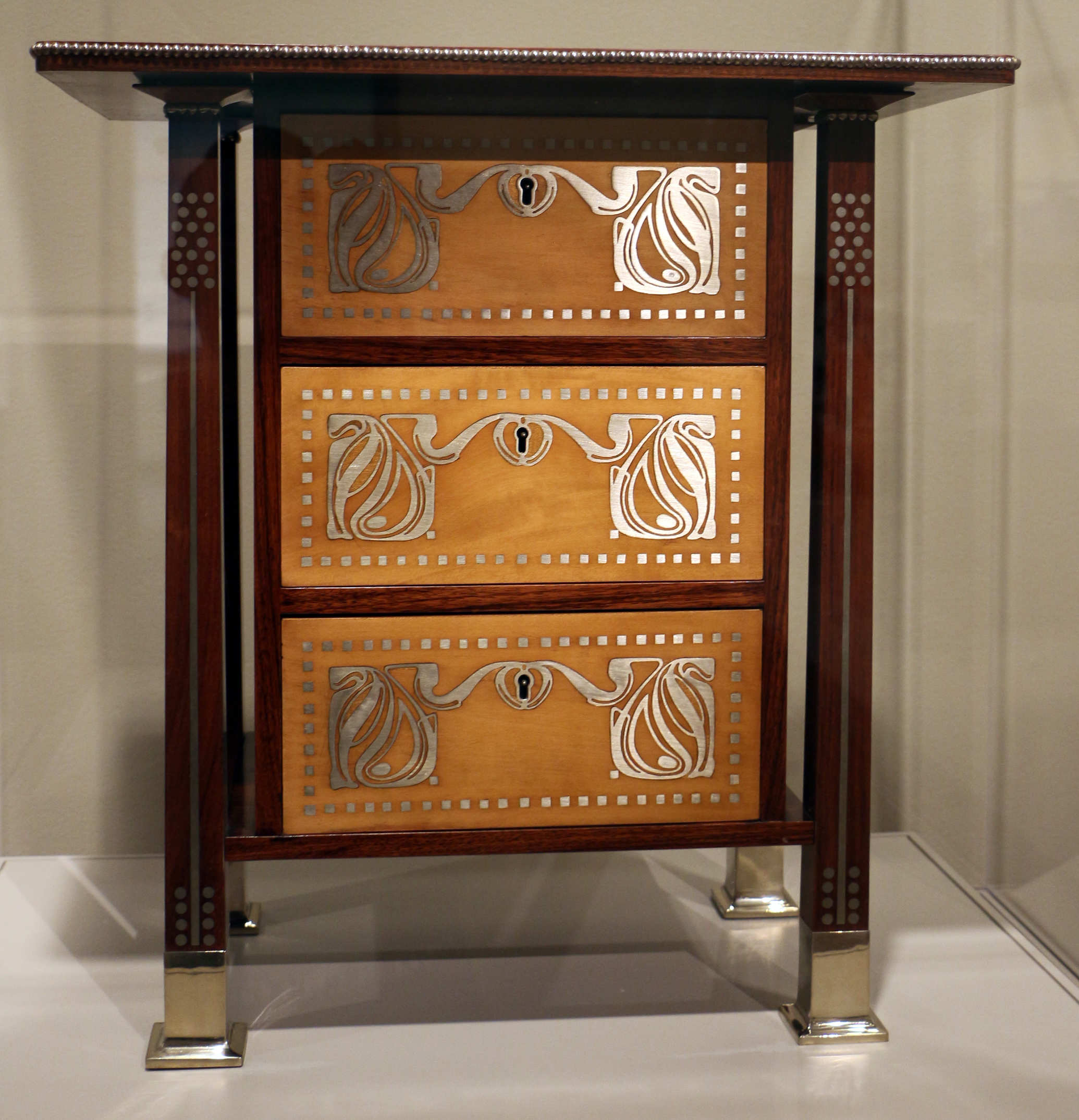
Fotokast (omstreeks 1902)

### DeWiener Werkstätte(1903-1932)
In 1903 richt hij met de graficus en schilder Koloman Moser en de ondernemer Fritz Waerndorfer, die het grootste deel van het kapitaal verschaft, een veel ambitieuzere onderneming op, de Wiener Werkstätte. Koloman en Hoffmann worden directeur, Wärndor is penningmeester die een startkapitaal van 50.000 Kronen ter beschikking stelt, het jaarinkomen van veertig fabrieksarbeiders. In mei schrijven ze de Werkstätte in het handelsregister van Wenen in en samen met Moser zorgt Hoffman voor de redactie van het manifest dat hun doelen opsomt.

Het onbegrensde onheil dat door de slechte massaproductie en de blindelingse navolging van oude stijlen op het gebied van de kunstnijverheid is losgebarsten, overspoelt de hele wereld. Wij zijn de binding met de cultuur van onze voorouders verloren en we worden heen en weer geslingerd tussen allerlei verlangens en overwegingen. Het handwerk is vervangen door de machine en het vakmanschap door het koopmanschap. Het zou onzin zijn om tegen deze stroom in te gaan. Toch hebben wij onze Werkstätte opgericht. Het moet voor ons een rustpunt zijn te midden van het opgewekte rumoer van het handwerk, waar al diegenen welkom zijn die zich aangesproken voelen door Ruskin en Morris.
— Programma der Wiener Werkstätte, Brochure, redactie J. Hoffmann & K. Moser

Net zoals de Art Nouveau was de Werkstätte een reactie op de fabrieksmatige massa- en serieproductie van de industriële revolutie. De voorkeur voor zwart en witte kleuren, de strakke composities, de geometrische vormen kondigen de Art Deco. Voor zijn Werkstätte ontwerpt Hoffmann tal van gebruiksvoorwerpen en interieurs waarbij hij esthetiek combineert met functionaliteit: meubels, glaswerk, eetgerei (bestek, een mosterdpot, een theepot), klokken, een handspiegel, sieraden... De "Weense Ateliers" zouden tot 1932 bestaan. Deze samenwerking van kunstenaars en ambachtslieden integreerden alle elementen van een compleet kunstwerk, of Gesamtkunstwerk met oog voor architectuur, meubels, lampen, glas- en metaalwerk, servies en textiel. Hoffmann ontwierp een grote verscheidenheid aan objecten voor de Wiener Werkstätte. Sommige daarvan, zoals de Sitzmaschine stoel, een lamp, en sets van glazen zijn te zien in het Museum of Modern Art in New York. Het theeservies steekt in de collectie van het Metropolitan Museum of Art.
Alle werken werden ontworpen en met de hand gemaakt door de ambachtslieden van de groep.
Het werkplaatsconcept bloeide en verspreidde zich. In 1907 was Hoffmann medeoprichter van de Deutscher Werkbund, en in 1912 van de Österreichischer Werkbund (of Oostenrijkse Werkbund). De werkplaats kreeg te kampen met de Eerste Wereldoorlog en de Grote Depressie die Duitsland en Oostenrijk hard trof. In 1932 sluit het de deuren.
Sommige van Hoffmanns ontwerpen zijn nog in productie, zoals de Rundes Modell die Alessi maakt. Oorspronkelijk geproduceerd in zilver, is de reeks nu in roestvrij staal. Een ander voorbeeld van Hoffmann's strenge geometrische lijnen en het kwadratische thema is de iconische fauteuil, de Kubus uit 1910. Die werd gepresenteerd op de Internationale Tentoonstelling in Buenos Aires op de honderdste verjaardag van de Argentijnse Onafhankelijkheid bekend als de mei revolutie. 
Galerij

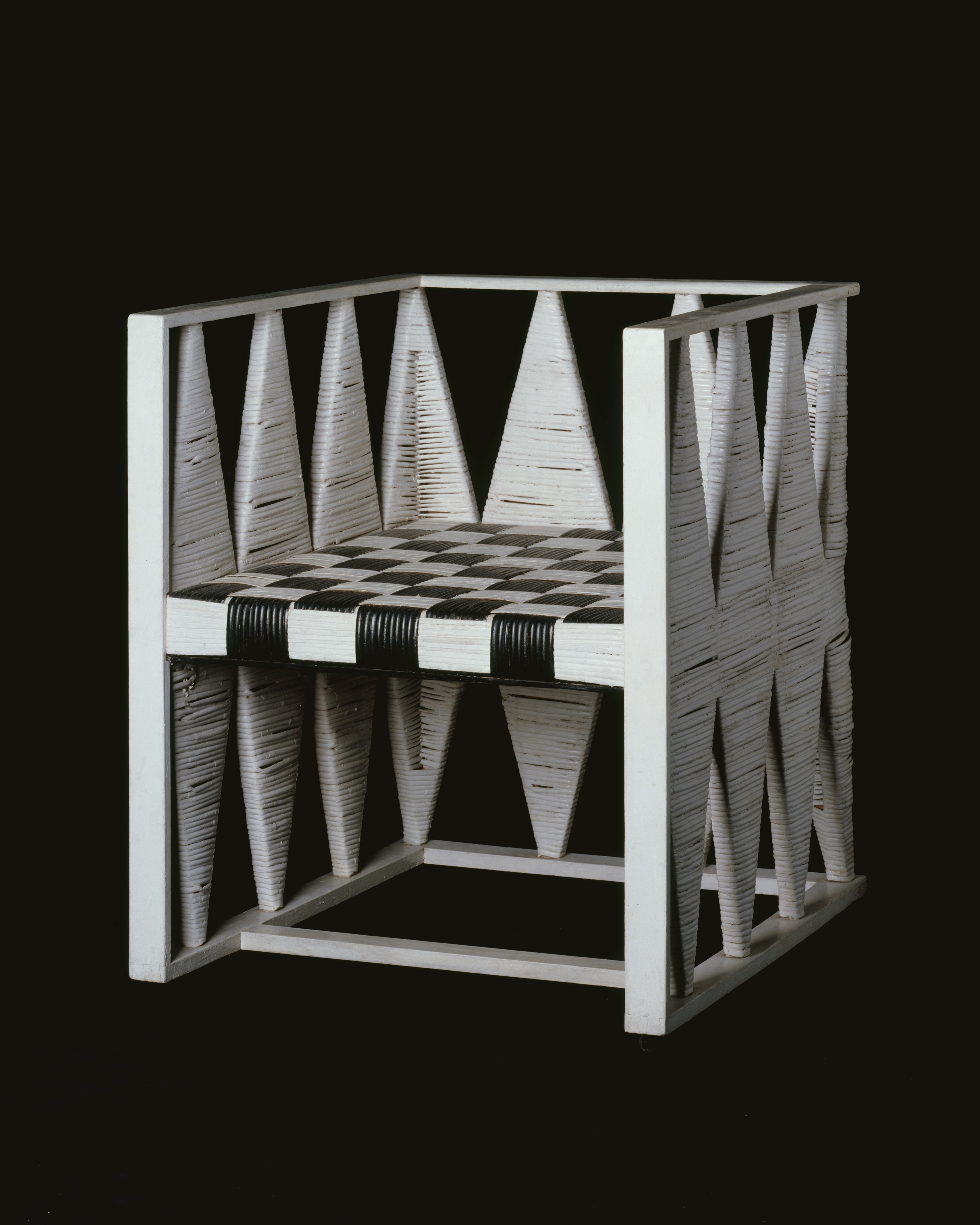
Armcstoel van hout en rieet(1903)Hoffmann & Koloman Moser (Metropolitan Museum of Art)
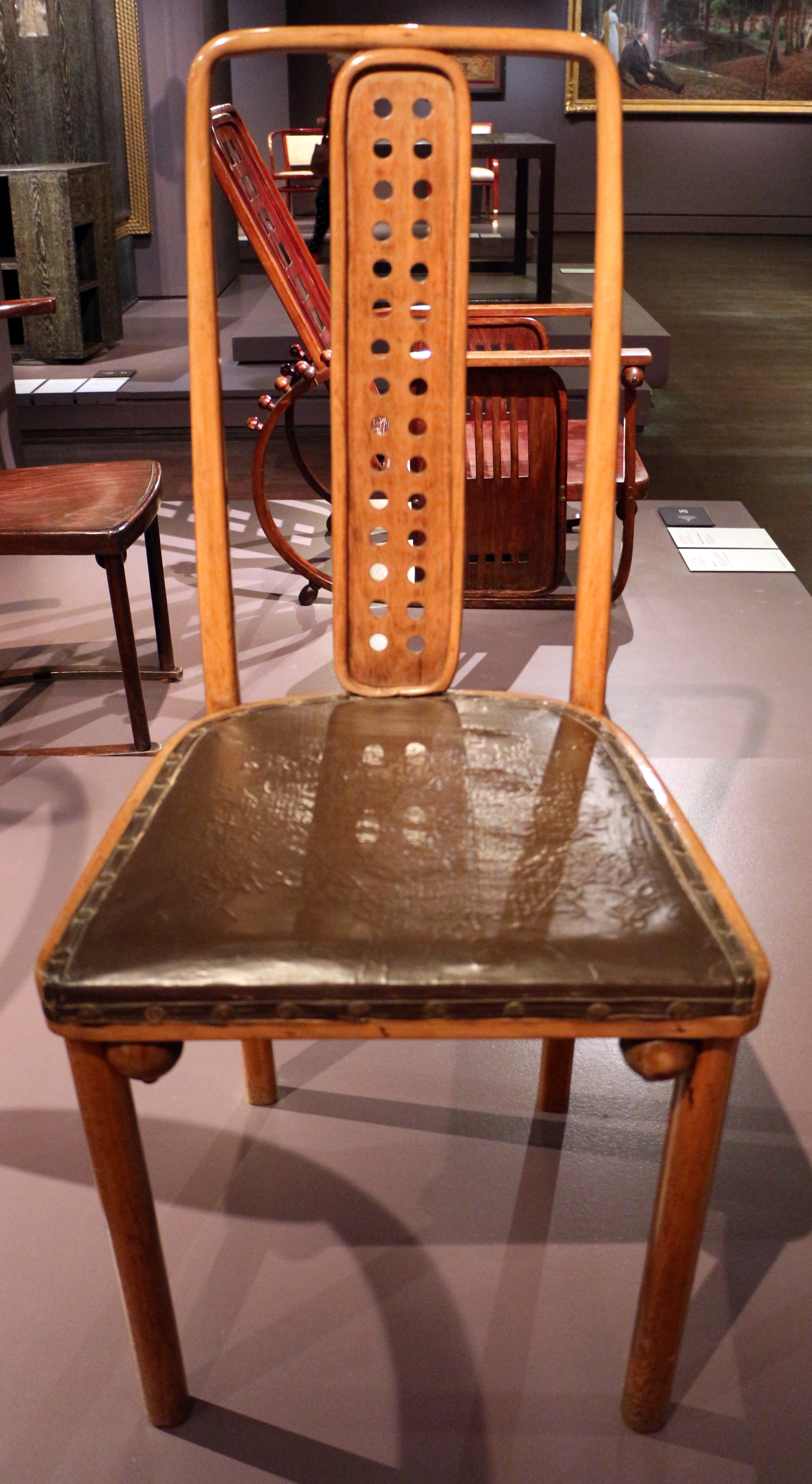
ChStoel voor het Pürkesdorf Sanatarium (1904–05)
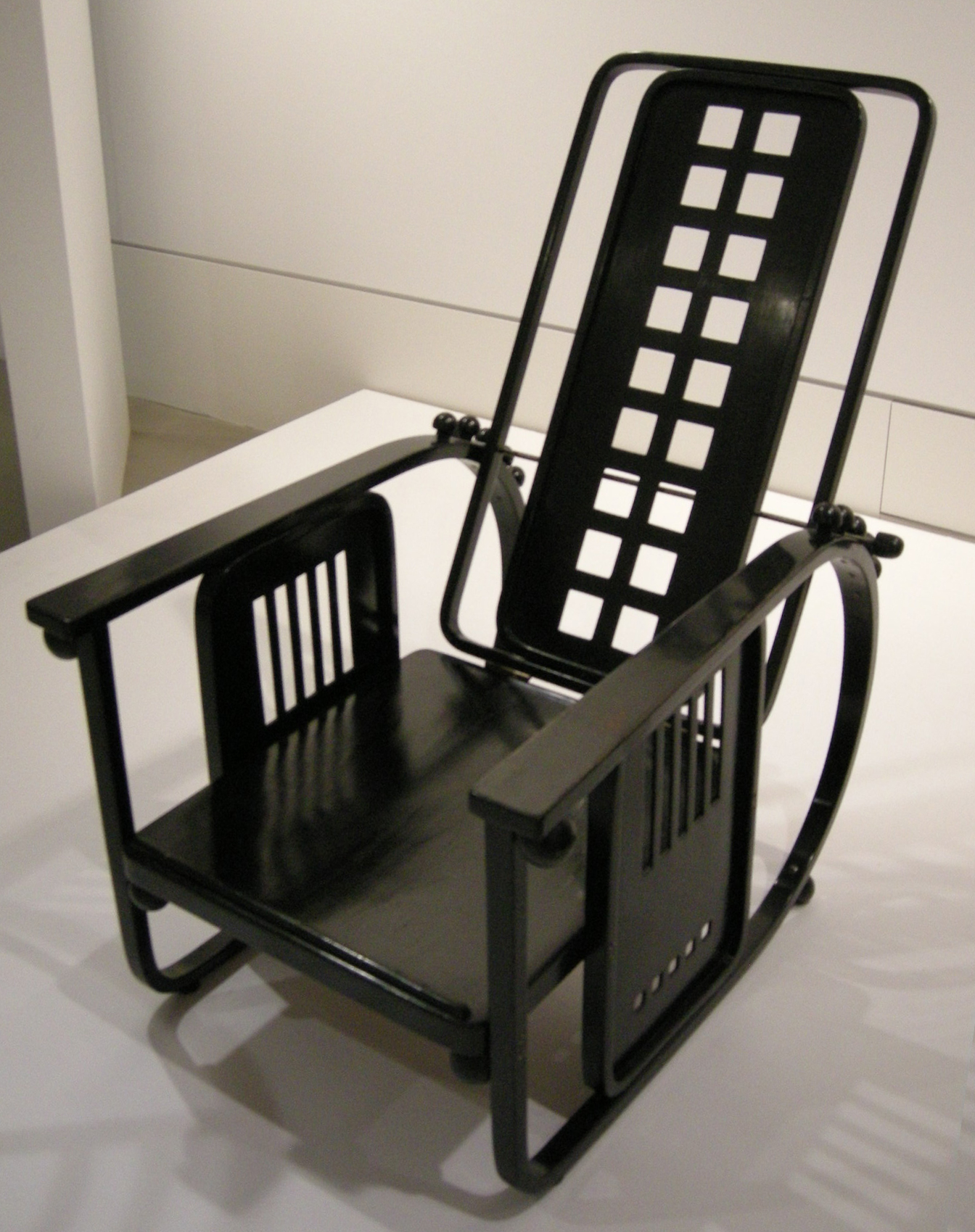
'Sitzmaschine' armstoel (1905)
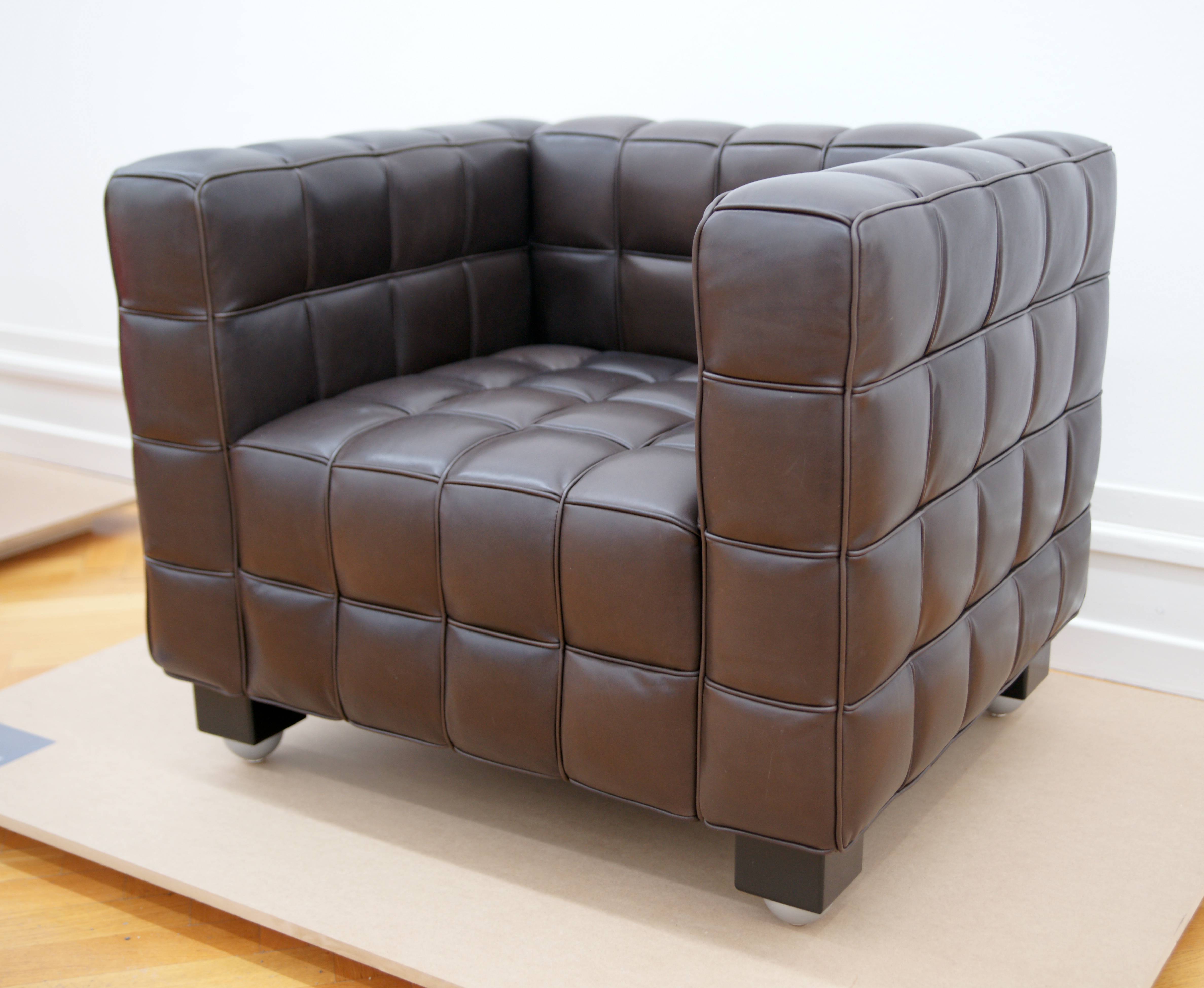
Kubus armstoel (1910)
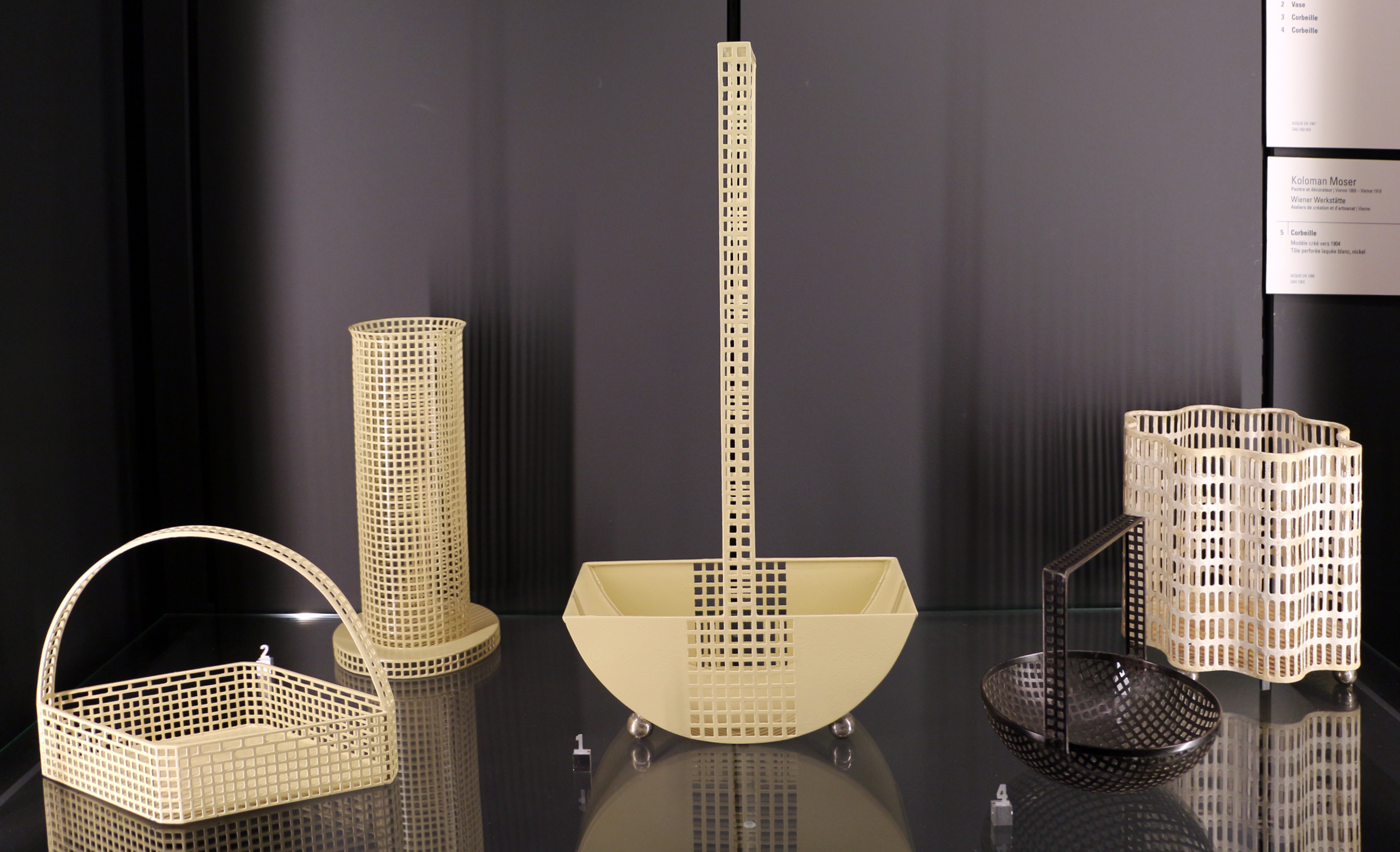
Design (1904–08)
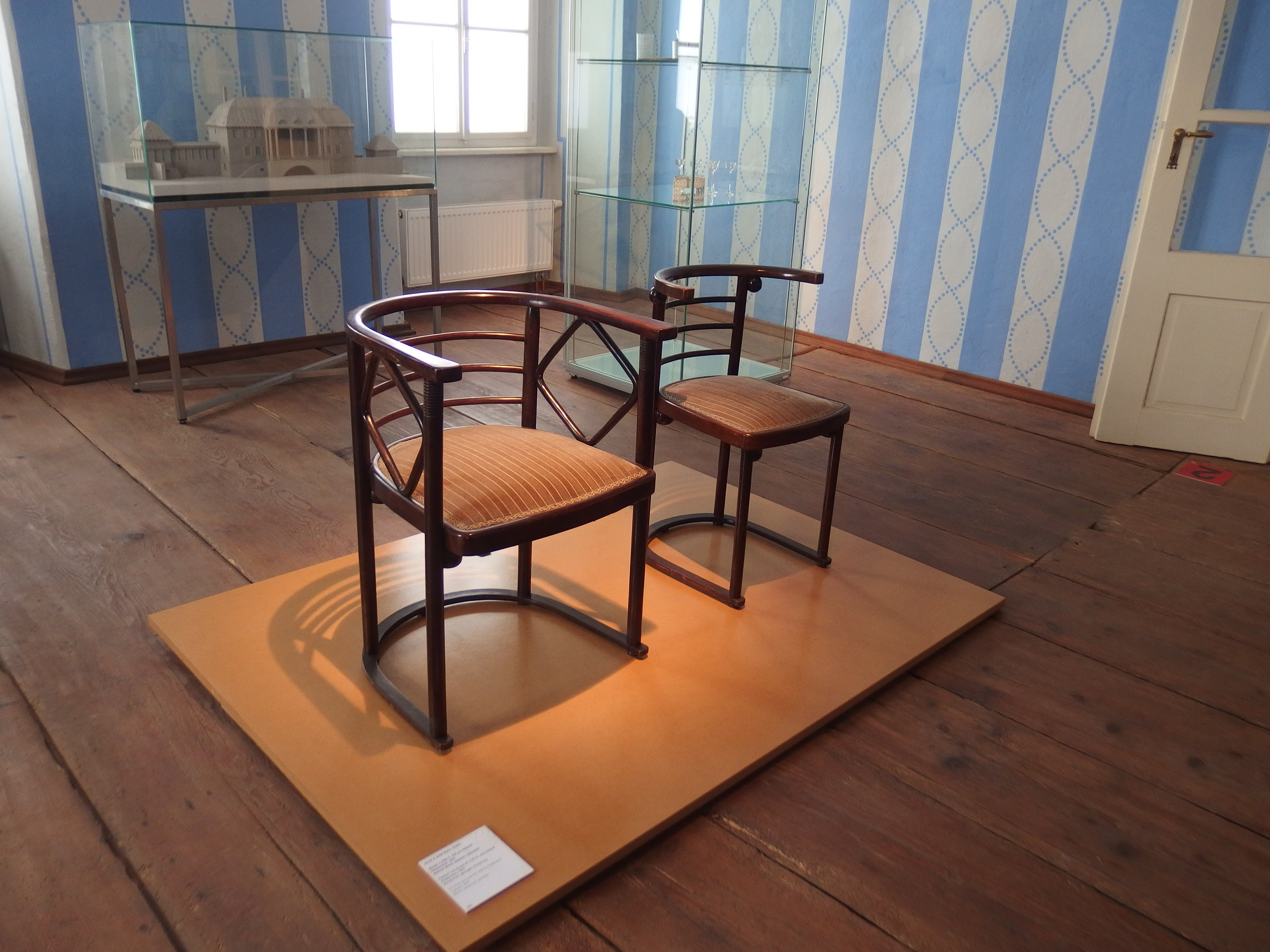
Stoelen "Fledermaus" (Vleermuis) in het Hoffmann Museum in Brtnice, CZ
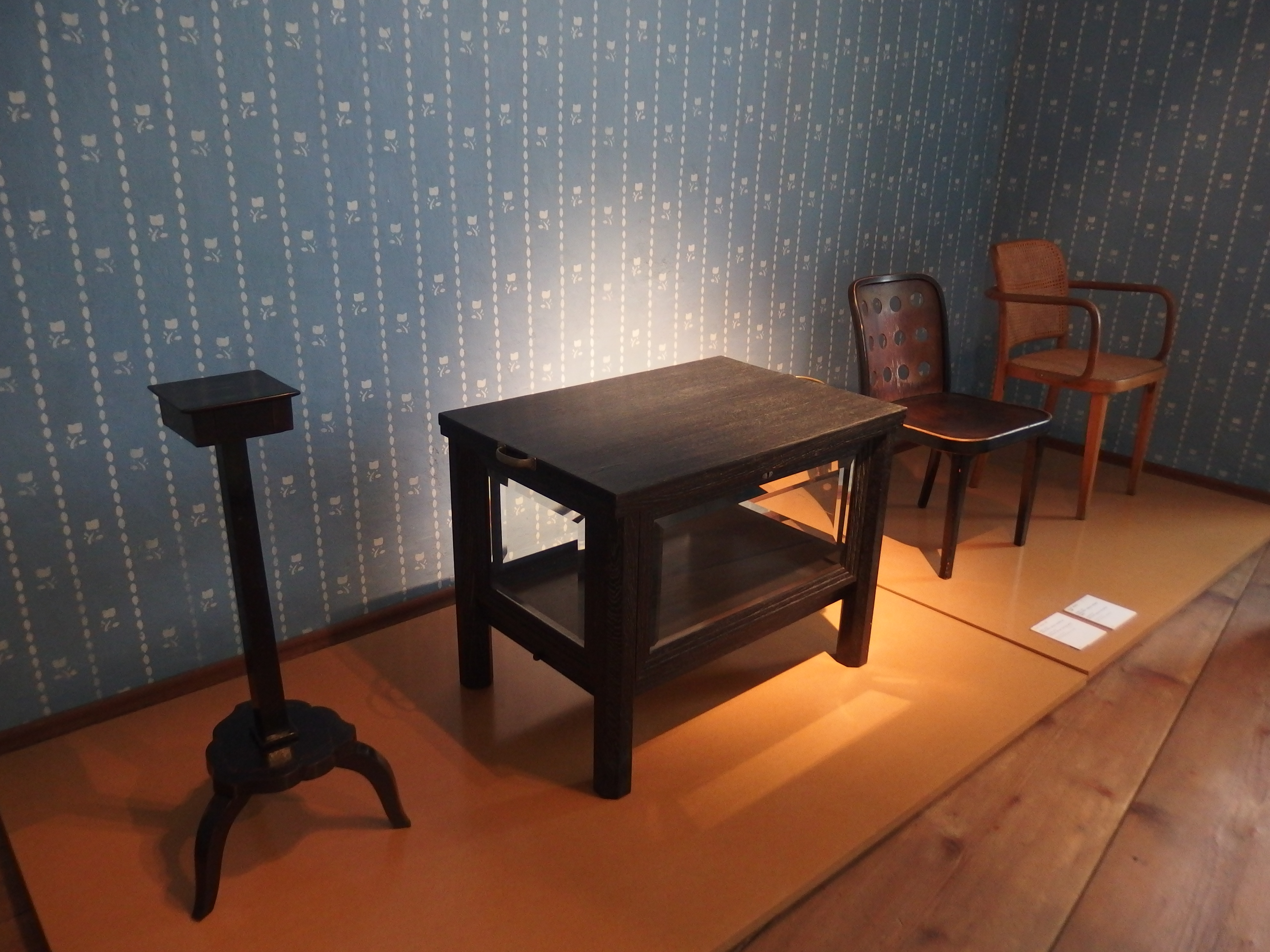
Meubels van het Hoffmann Museum in Brtnice, CZ

## Binnenhuisarchitectuur

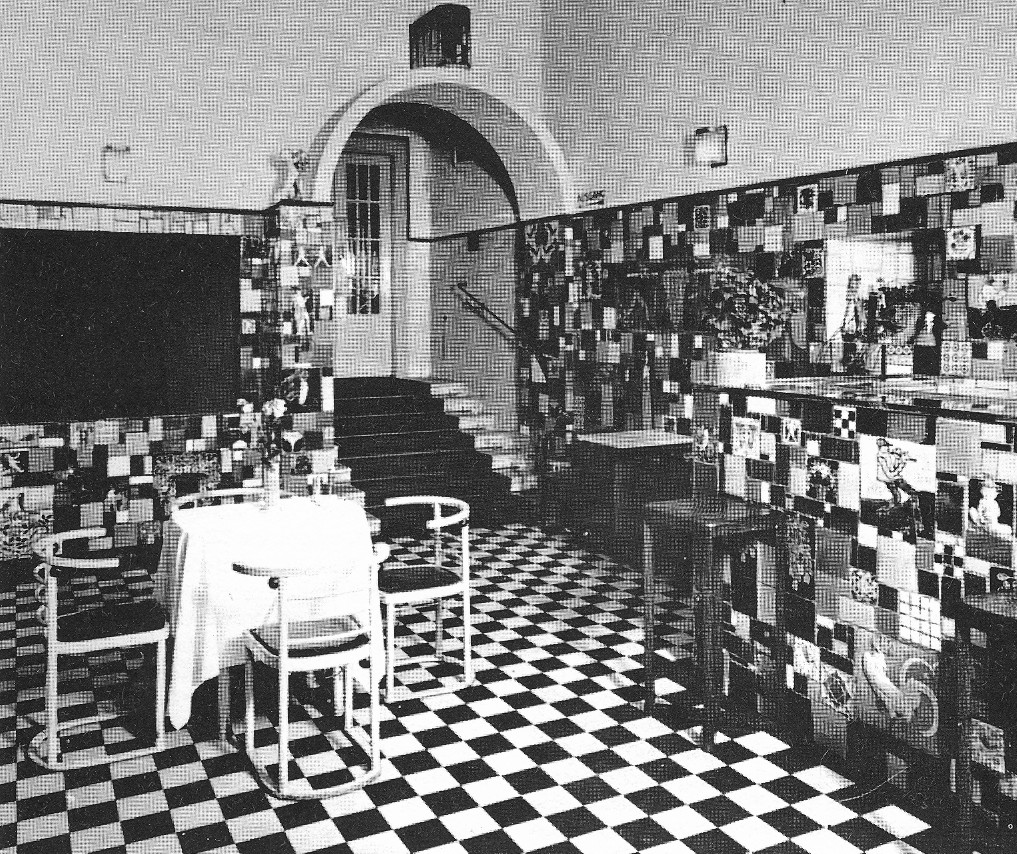
Die Fledermaus, een cabaret in Wenen.

Hoffmann toont zich in 1907 buitengewoon veelzijdig bij de inrichting van het theater-cabaret 'Die Fledermaus' in Wenen. Het eetgerei krijgt een strakke vorm en de entree hall laat hij betegelen 7.000 mozaïeken die de muren, de bar en de garderobe bedekken en volkse en folkloristische motieven tonen.  Op grafisch vlak krijgt hij de gelegenheid om affiches, programma's en ansichtkaarten te maken. Ook het oorspronkelijke, kleine Art Nouveau-podium is door hem ontworpen. Het theater lag tot 1913 op de hoek van de Kärntner Straße en de Johannesgasse. De financiering van het cabaret was naar verluidt veiliggesteld met de voorschotten voor de bouw van het Palais Stoclet. Naast Hoffmann en de werkstätte waren onder meer Gustav Klimt, Oskar Kokoschka, Anton Kling, Koloman Moser, Carl Otto Czeschka en Eduard Wimmer bij het project betrokken. In 2020 werd een reconstructie van de bar gepresenteerd in het kader van de tentoonstelling "Into the Night".

## Architecturale verwezenlijkingen

### Sanatorium Purkersdorf
Zijn eerste belangrijke project als architect was het sanatorium van Purkersdorf bij Wenen, dat hij tussen 1904 en 1906 ontwierp. Dit is een stap weg van de zogenaamde Arts-and-craftsbeweging, als precedent en inspiratie voor de Neue Sachlichkeit, een architectuur die zich in de eerste helft van de 20e eeuw zal ontwikkelen vol helderheid, eenvoud en logica.
Galerij

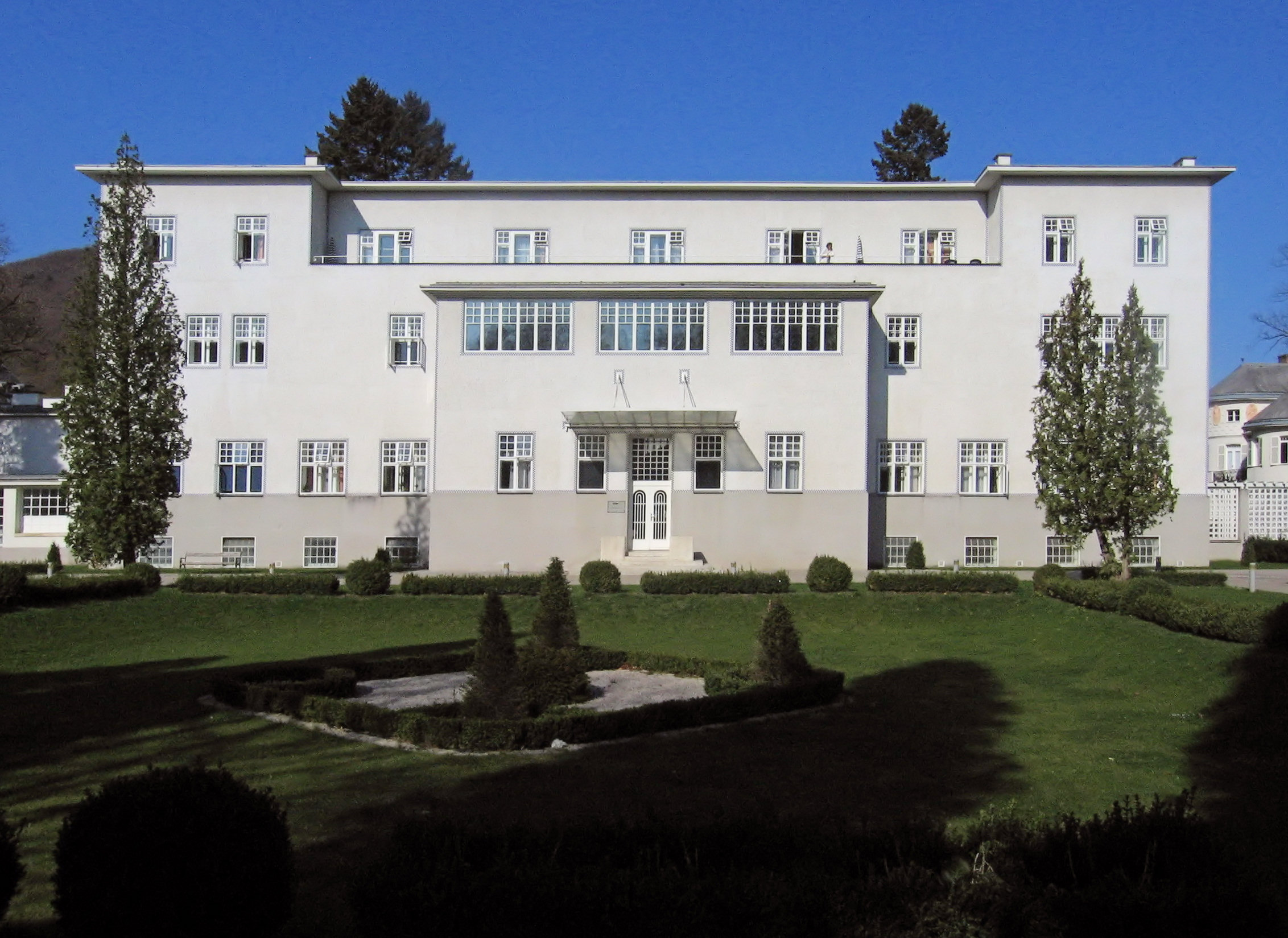
Overzichtsfoto
Inkomhal
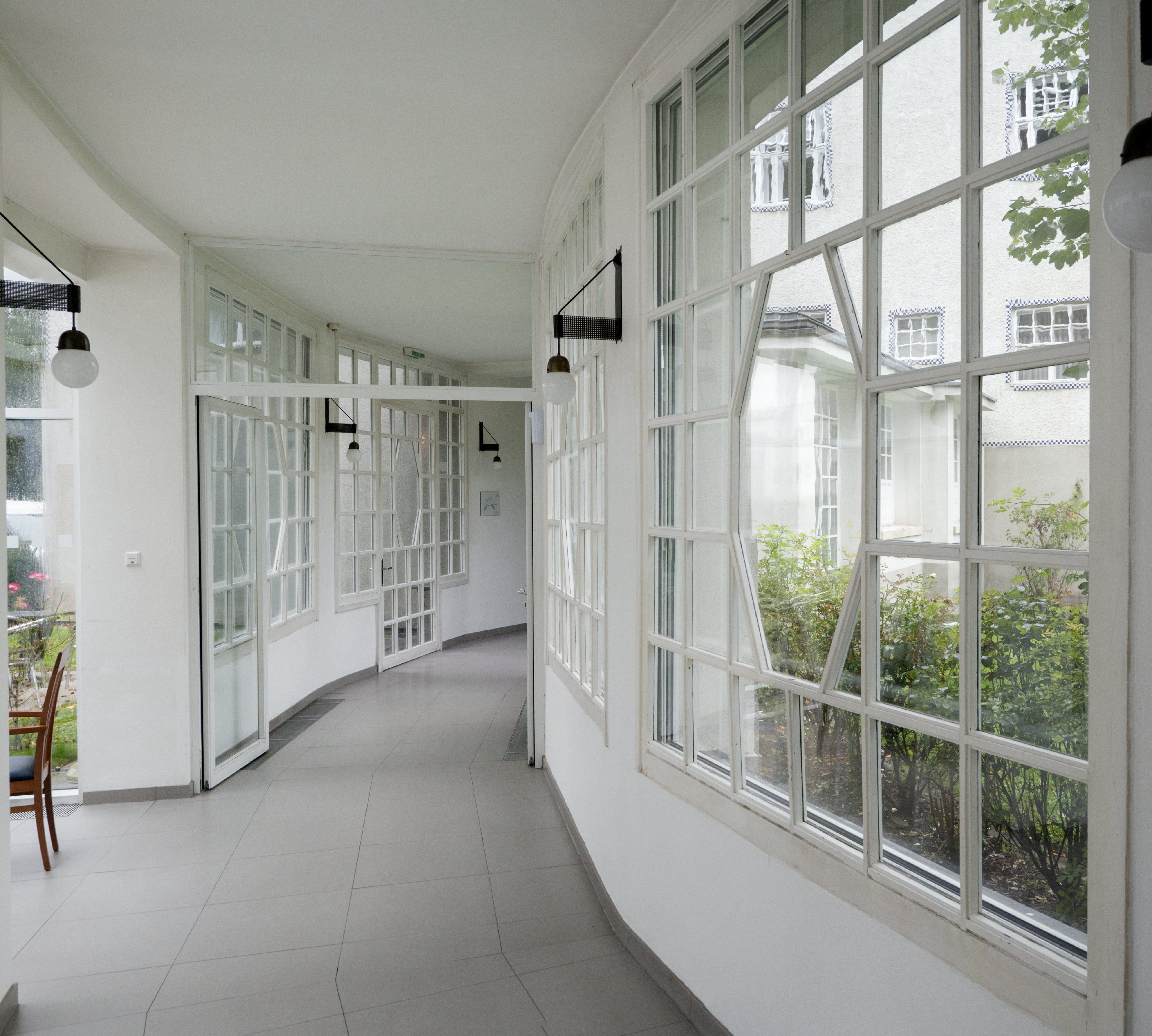
Galerij
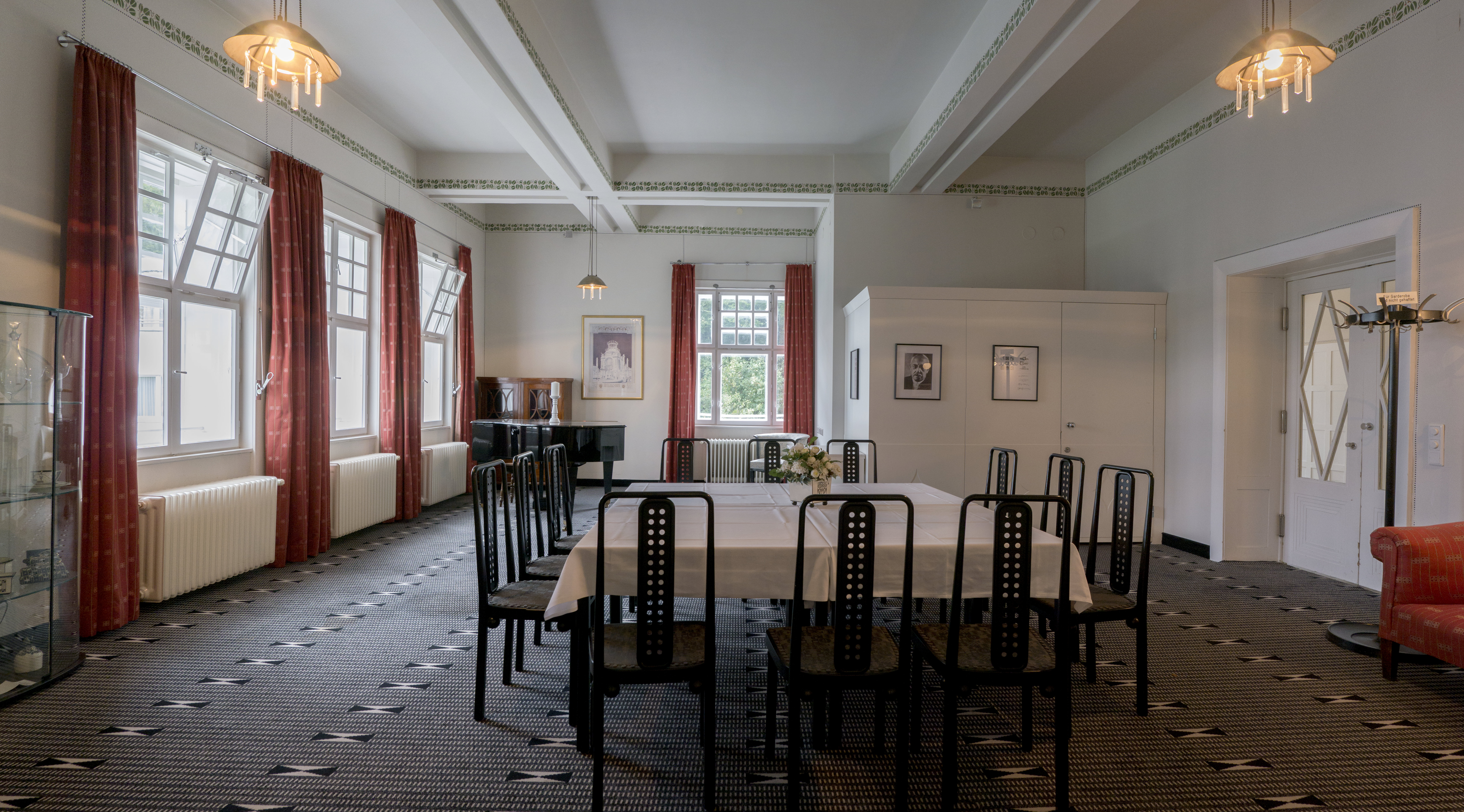
Vergaderzaal

### Het Stockletpaleis
Het werk dat hem in de geschiedenisboeken doet belanden, is het in 2009 als UNESCO werelderfgoed erkende Stocletpaleis in Brussel (Sint-Pieters-Woluwe). Dit Gesamtkunstwerk dat tussen 1905 en 1911 tot stand kwam met andere Weense kunstenaars, zoals Gustav Klimt kwam er in opdracht (zoals veel producten van de Wiener Secession en de Wiener Werkstätte) van de gefortuneerde industrieel Adolphe Stoclet. Stoclet was de erfgenaam van een rijke Belgische bankiersfamilie, die in Milaan en Wenen woonde en bekend was met de Wiener Secession. Dit gebouw is met zijn vierkante marmeren vlakken een pure Hoffmanncreatie. De rechte lijnen van dit slotakkoord van de Jugendstil markeren het verschil met de verwante art nouveau, zoals die daarvoor in Brussel floreerde, vooral in het werk van Victor Horta. Sommige auteurs spreken van een 'zichtbaar keerpunt' tussen de Art-nouveau en de Art deco. Hoffmann presenteerde de plannen in 1905. De bouw is in drie fasen in 1911 voltooid.
Exterieur
De buitengewone buitenkant toont een strenge geometrie met wat decoratie. De bekleding is van wit Noors marmer, de randen van de vormen zijn afgezet met gebeeldhouwd metaal. De centrale toren is bijna twintig meter hoog en bestaat uit kubussen en vier koperen beelden. De plattegrond heeft twee loodrechte assen. De balustrades zijn voorzien van gestileerde ornamenten. De planten in de tuin zijn gebeeldhouwd in een geometrie die de architectuur ondersteunt.
Interieur
Het interieur lijkt op een reeks toneeldecors met doorkijkjes en kleurrijke mozaïekversieringen van Klimt en met muren van wit marmer en antiek groen marmer. De vloeren van parket van exotische houtsoorten tonen diverse ontwerpen in elke kamer. De eetkamer is voorzien van een set van twee mozaïek muurschilderingen van Klimt, in een decor van marmeren zuilen en mozaïeken, samen met geometrische marmeren zuilen en muren bedekt met gestileerde bloemmotieven.
Galerij

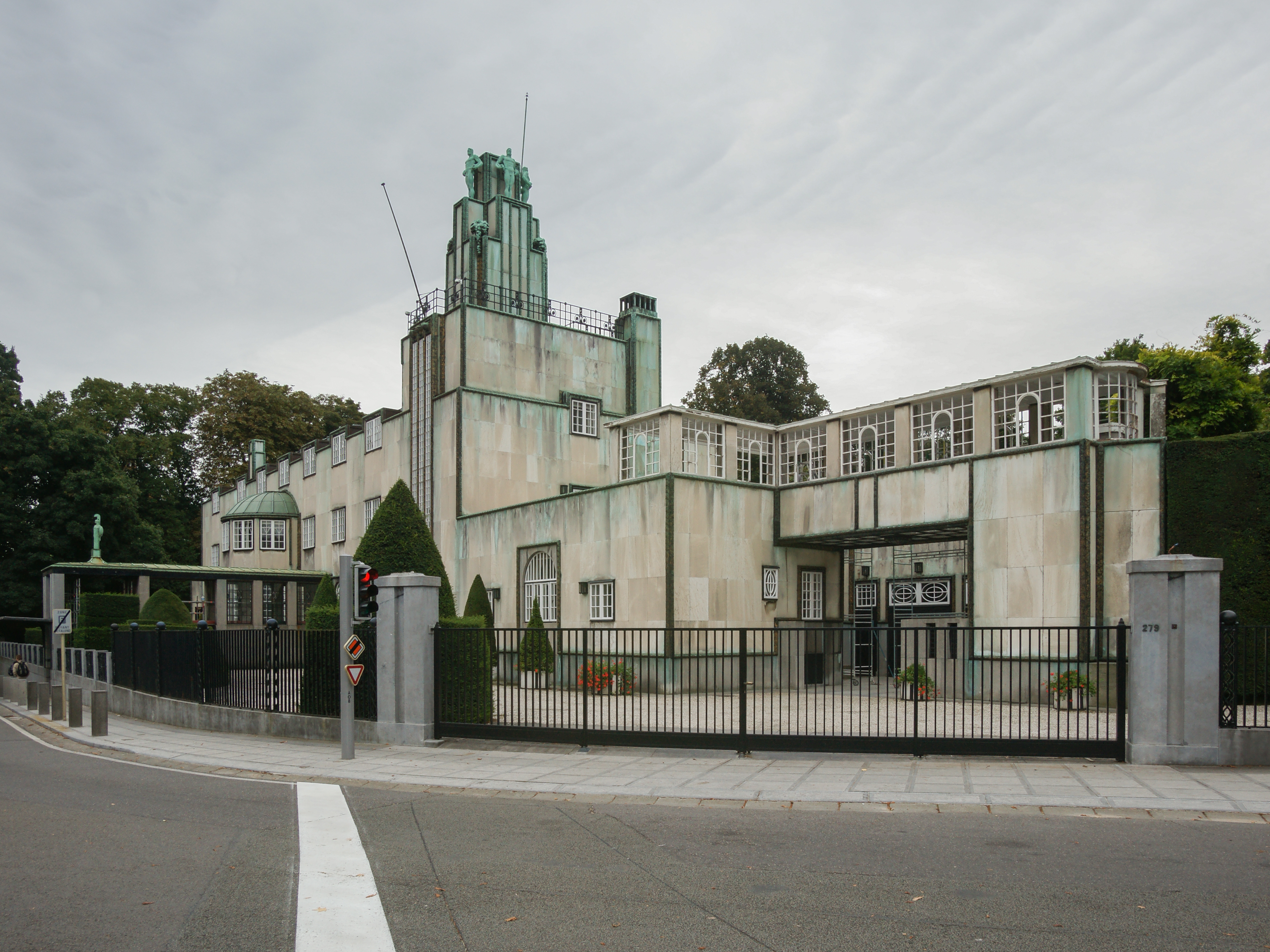
Het Stockletpaleis (1905-1911). Hoffmann beschikte er over een onbeperkt budget.
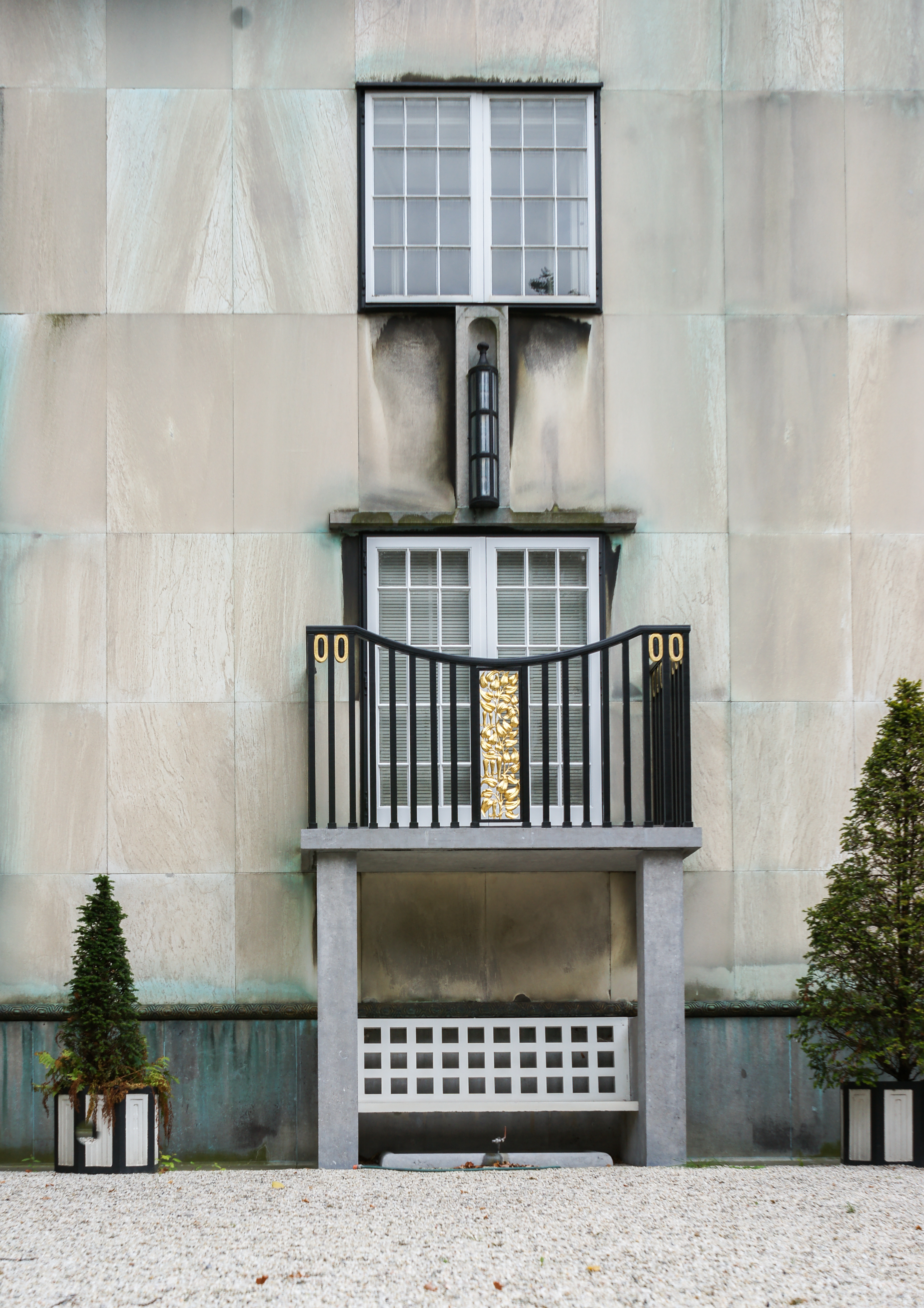
Raam
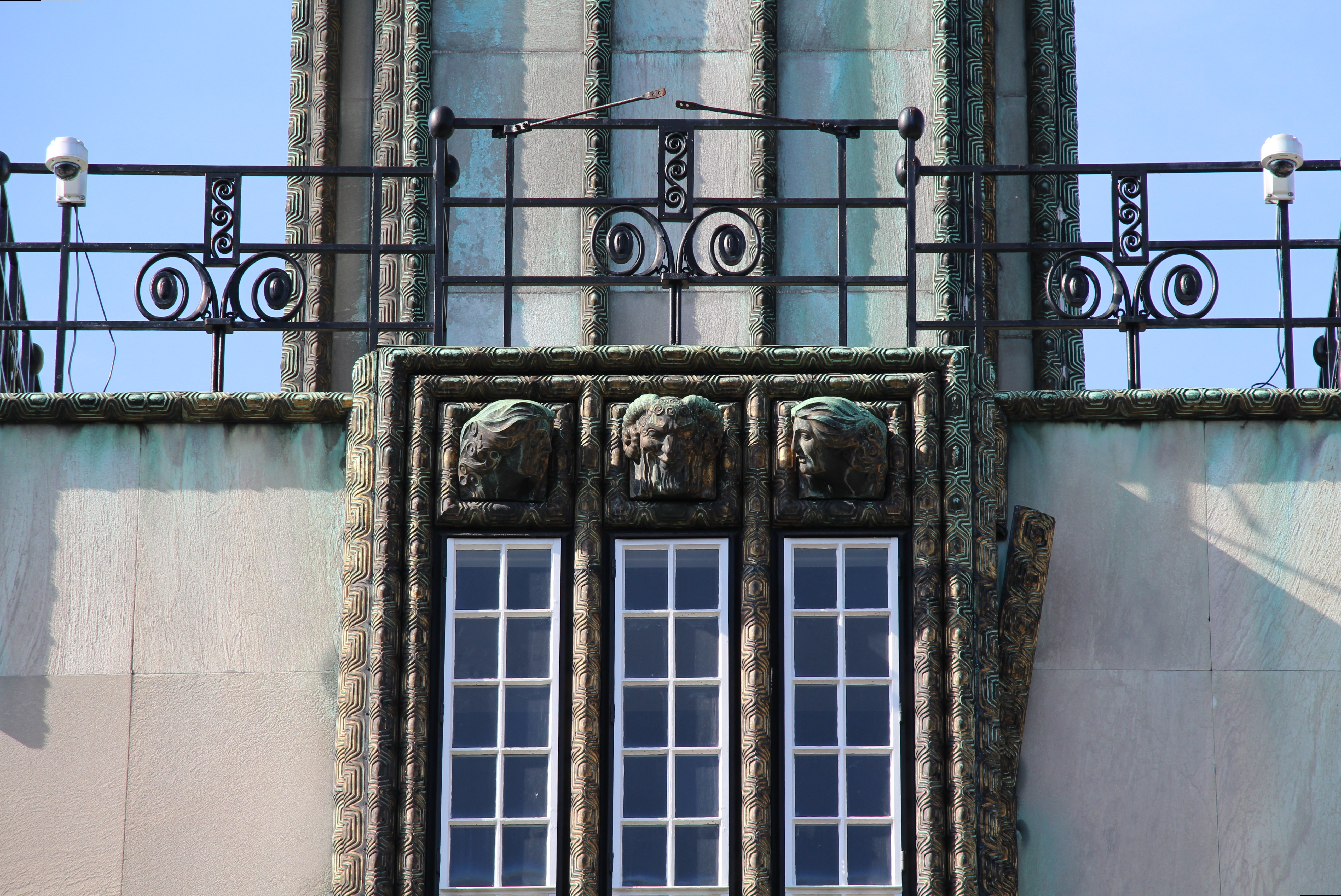
Detail van de facade
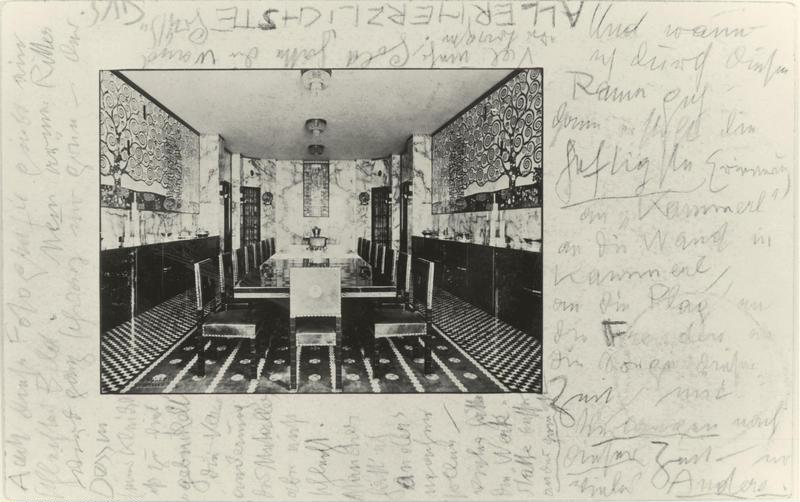
Eetkamer

### Villa Skyma-Primavesi

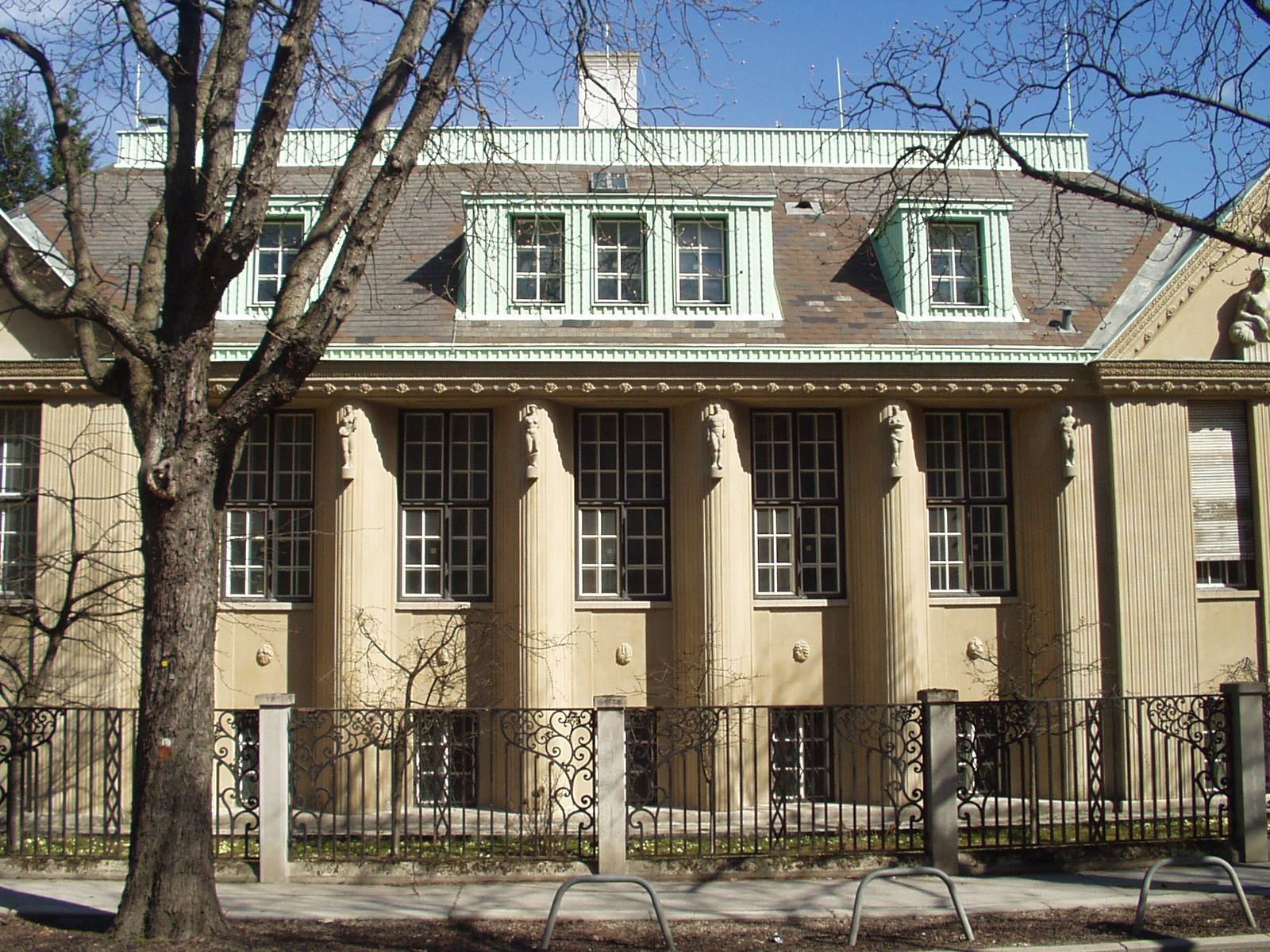
Wenen: Villa Skywa-Primavesi

Hoffmann ontwierp in Wenen woonhuizen en -complexen, waarvan Villa Skywa-Primavesi (1913-1915) in Hietzing het bekendste is. Deze werd gebouwd voor de industrieel Robert Primavesi.

## Staatsprijs
Hoffmann was in 1950 de eerste laureaat van de Grote Oostenrijkse Staatsprijs (Großer Österreichischer Staatspreis) voor architectuur.

## Lijst van werken (selectie)
- 1902: Supraportenrelief in het Secessionsgebouw, Wenen
- 1904-1906: Sanatorium Purkersdorf, Wenen (Purkersdorf)
- 1913-1915: Villa Skywa-Primavesi, Wenen (Hietzing)
- 1905-1911: Stocletpaleis (exterieur en interieur), Brussel (Sint-Pieters-Woluwe)
- 1923: Volkswoningen in de Klosehof, Wenen (Döbling)
- 1924-1925: Villa Sonja Knips, Wenen
- 1924-1926: Volkswoningen in de Winarskyhof, Wenen (samen met Peter Behrens e.a.)

## Gallery

### Van 1899 tot 1910

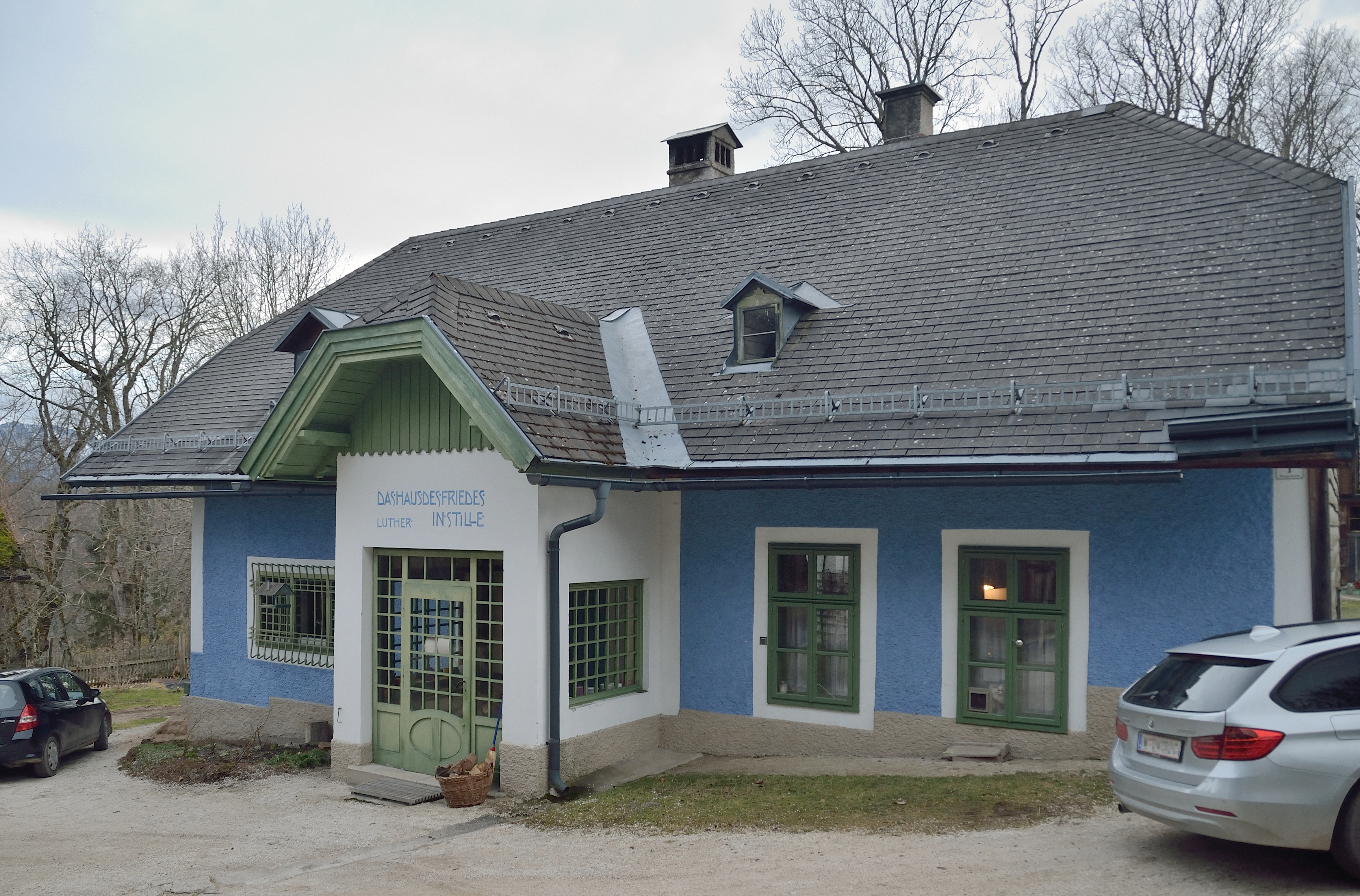
Bergerhöhe 1 (1899)
Untere Hauptstraße 4–6 (1900)
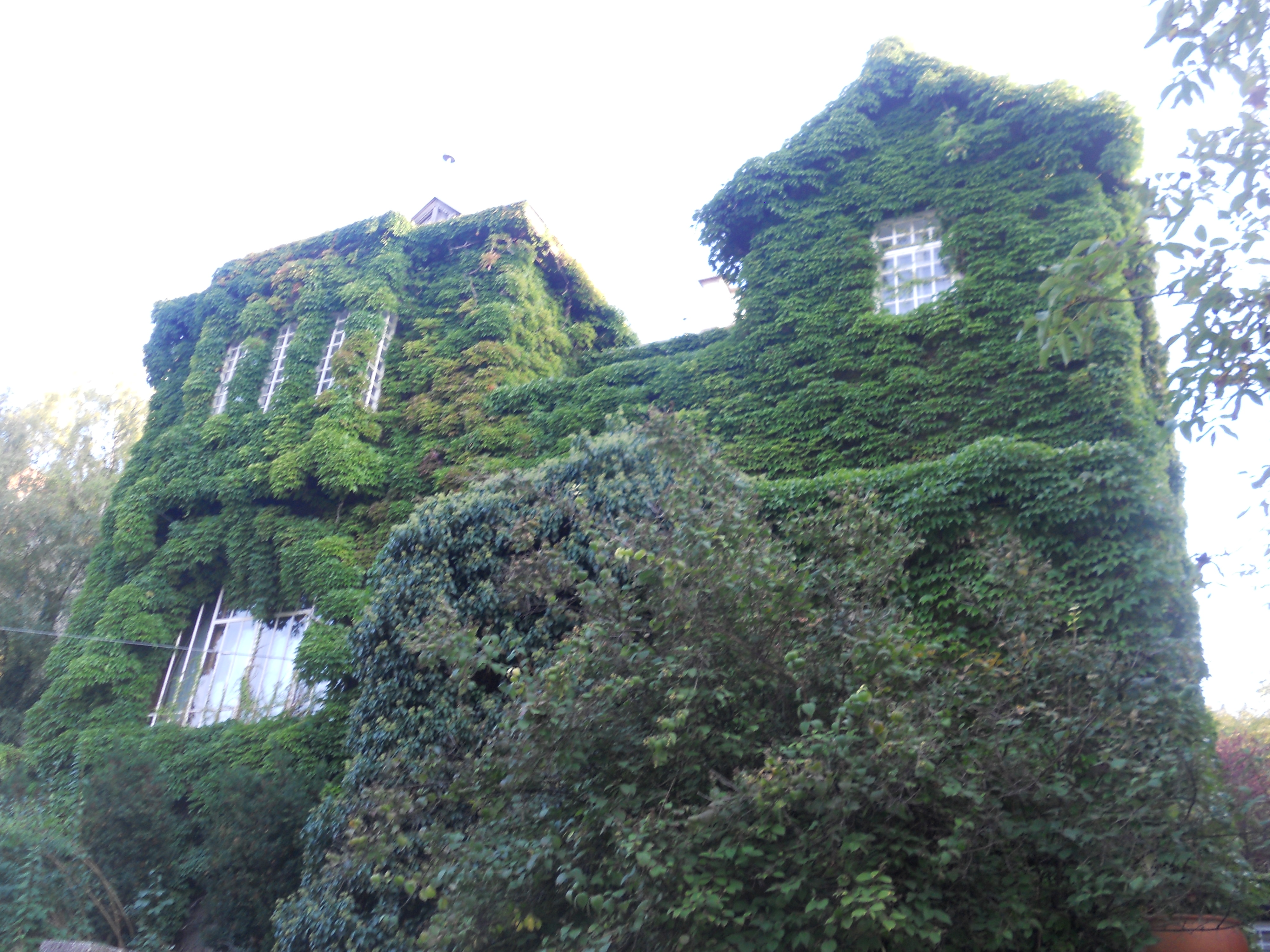
Villa Spitzer (1903)
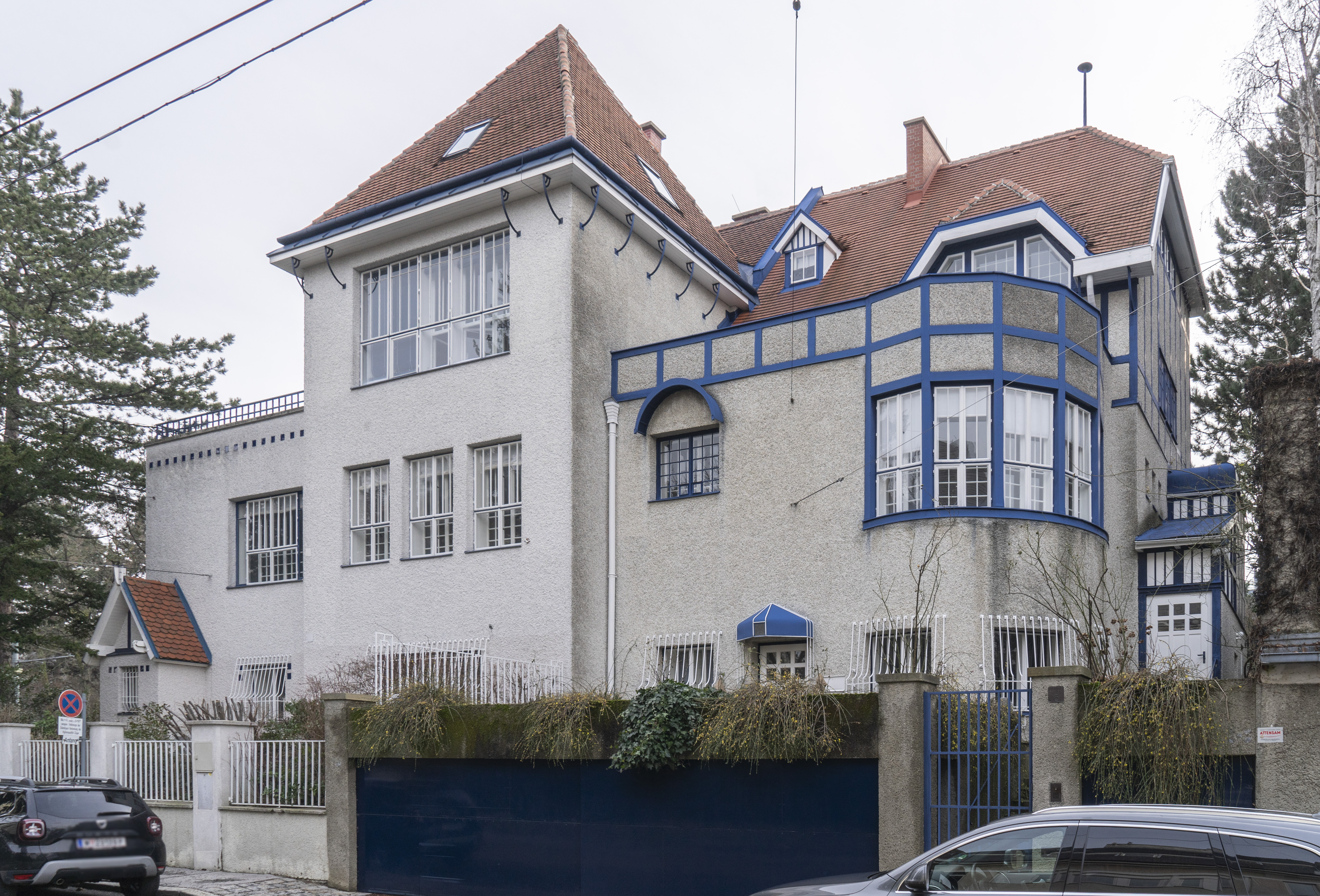
Huis Moser-Moll (1903)
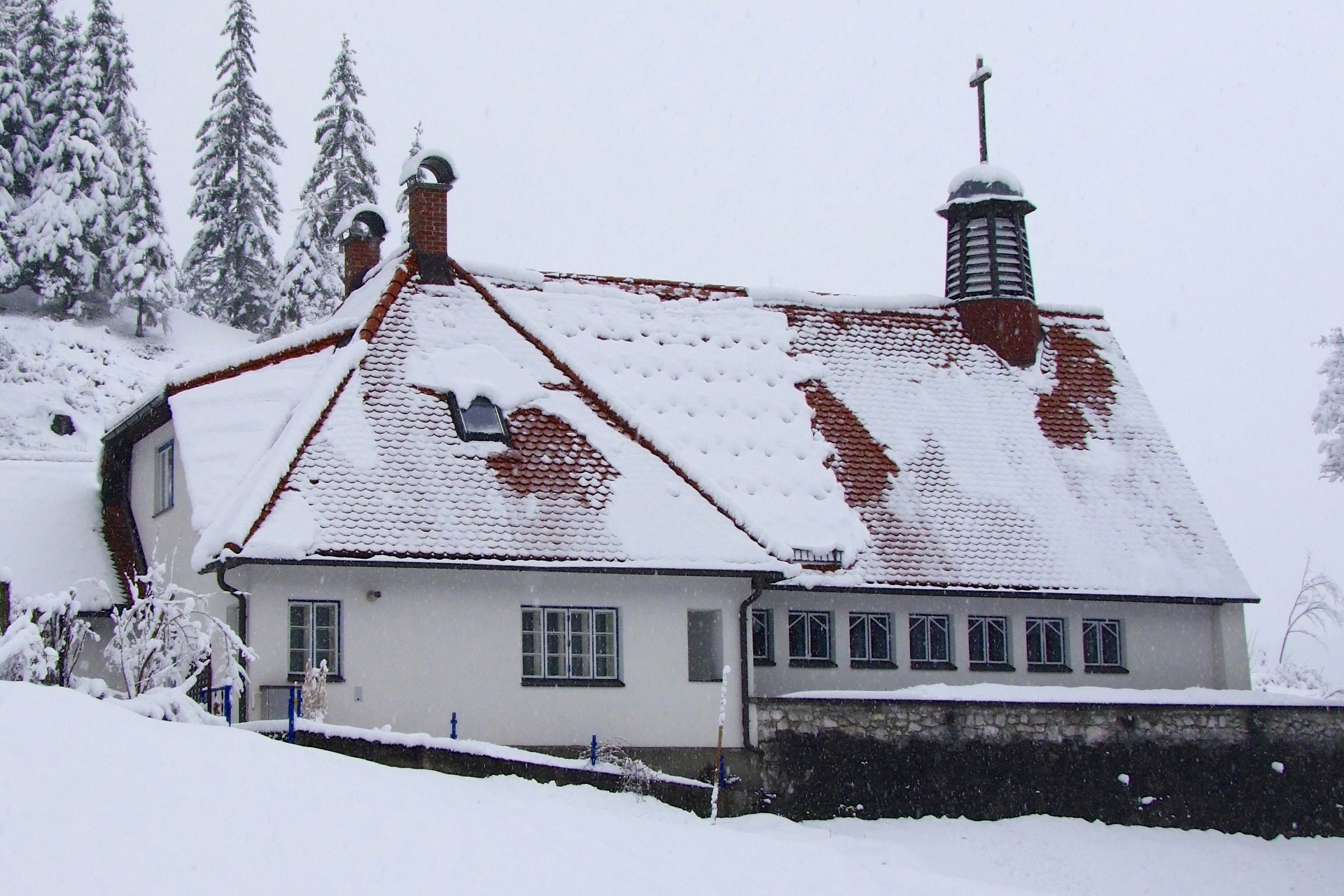
Protestantse kerk (1903)
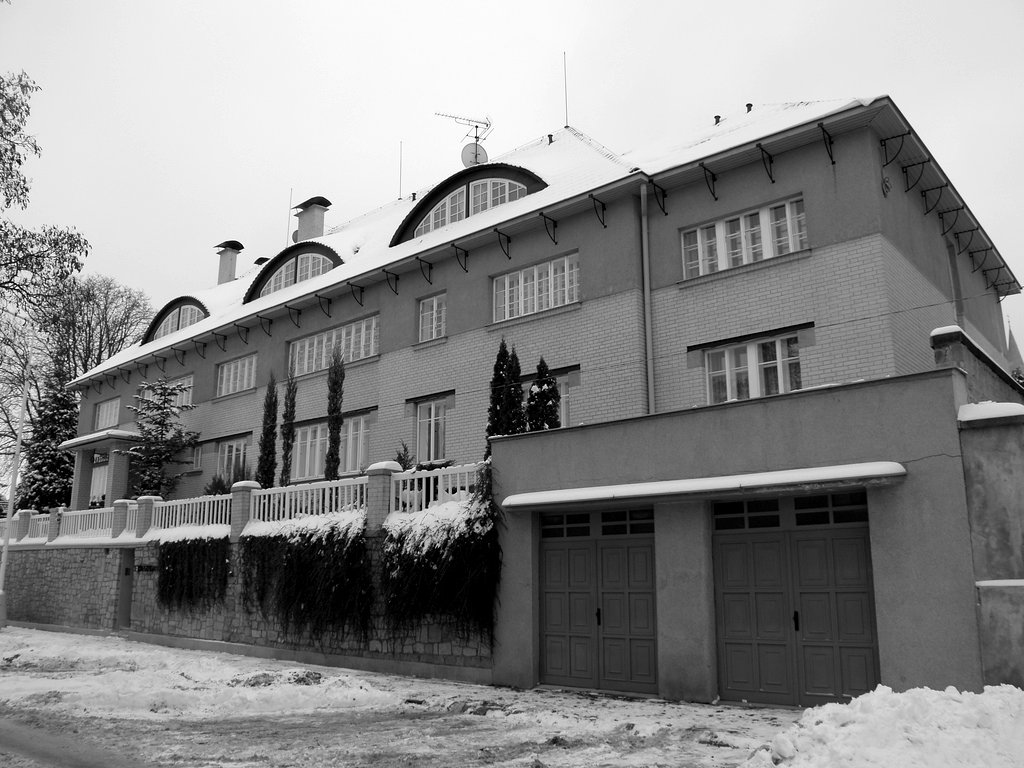
Union hotel (1903)
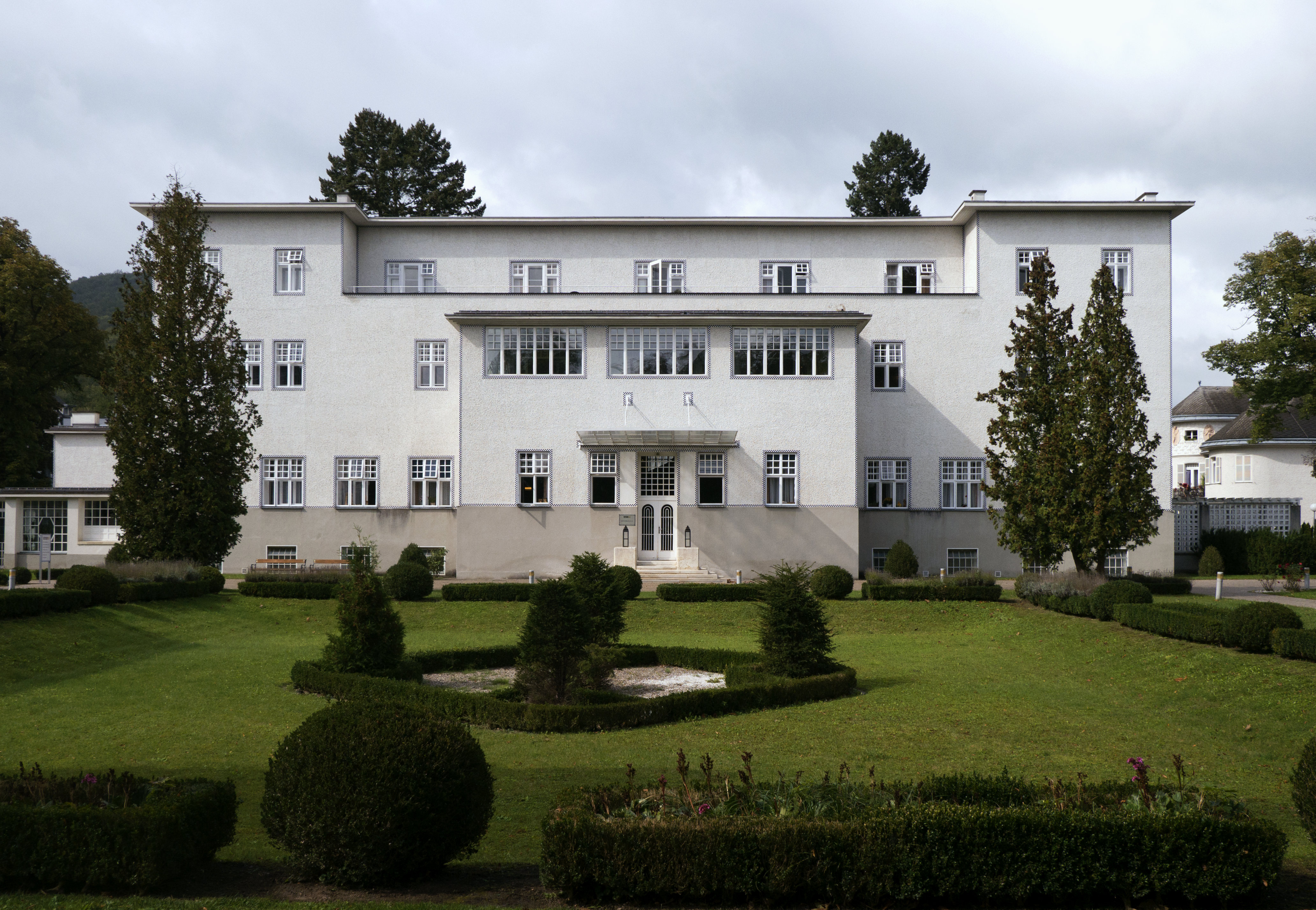
Sanatorium Purkersdorf (1905)
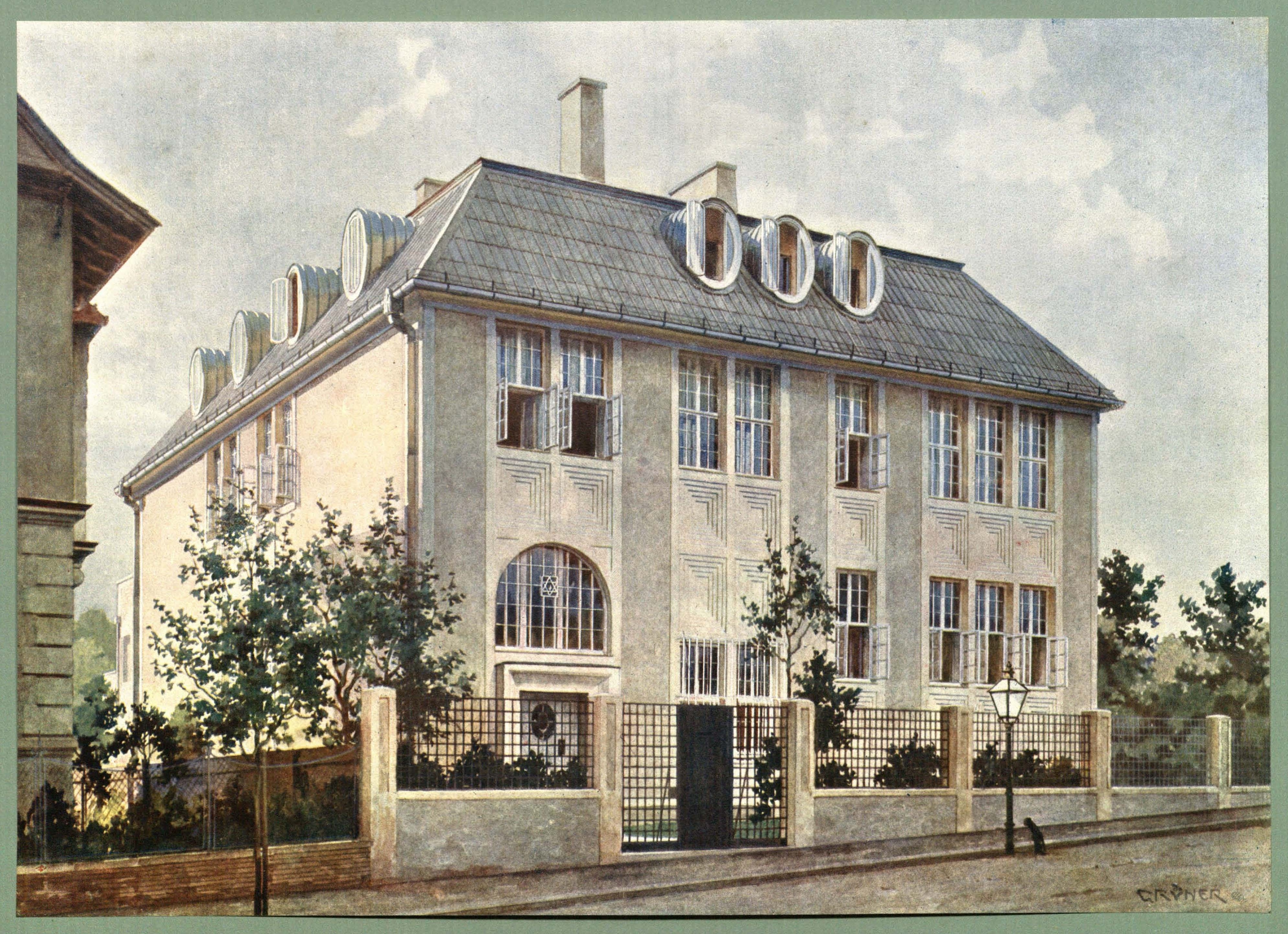
Huis Beer-Hofmann (1906)
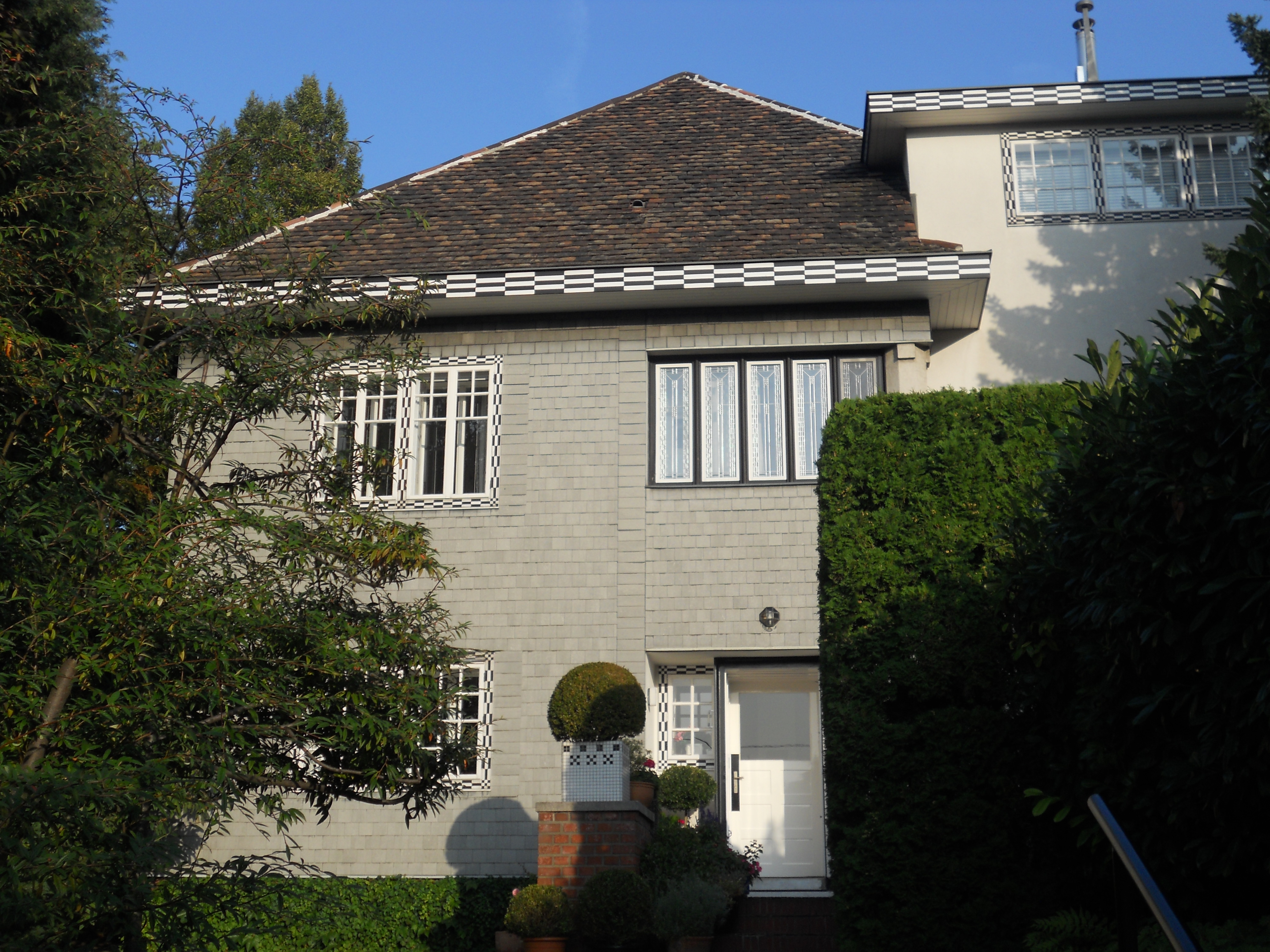
Huis Moll II (1906)
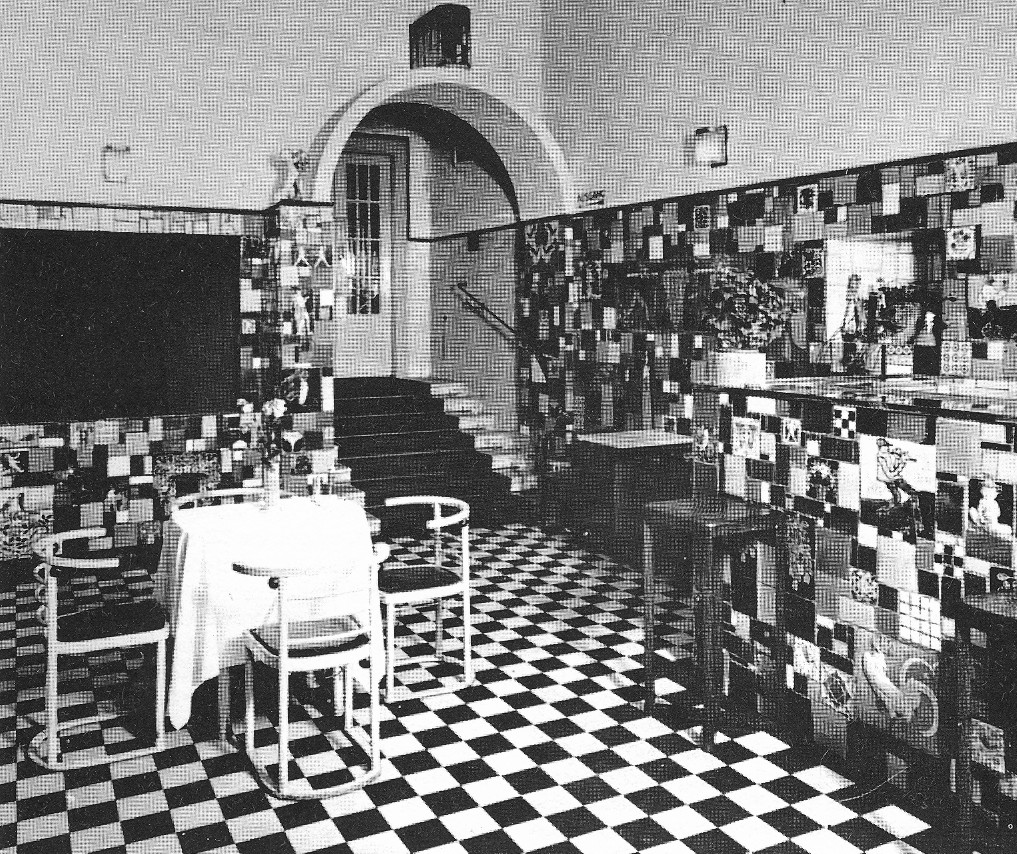
Cabaret "Fledermaus" (1907)
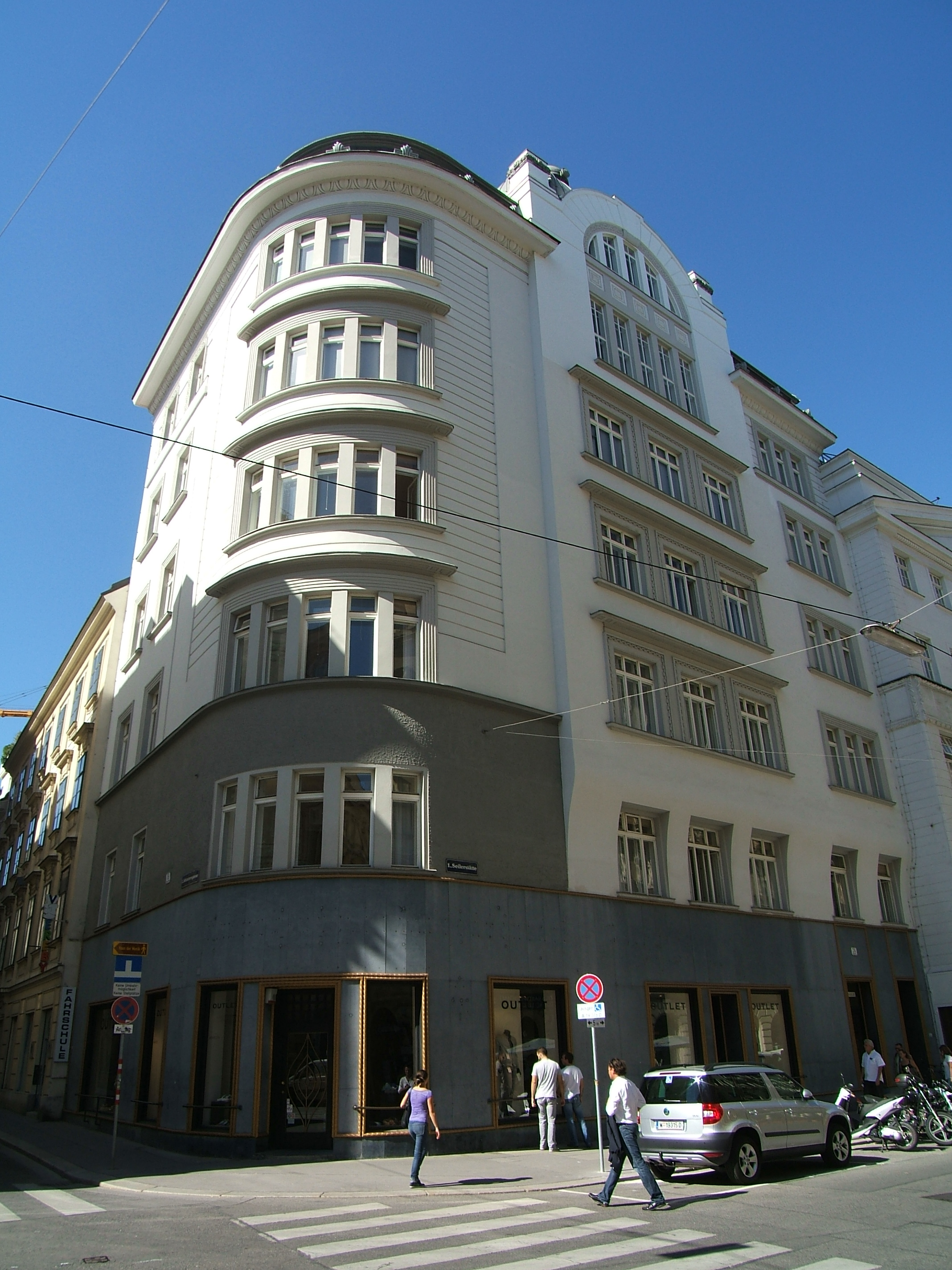
Seilerstätte 24 (1908)
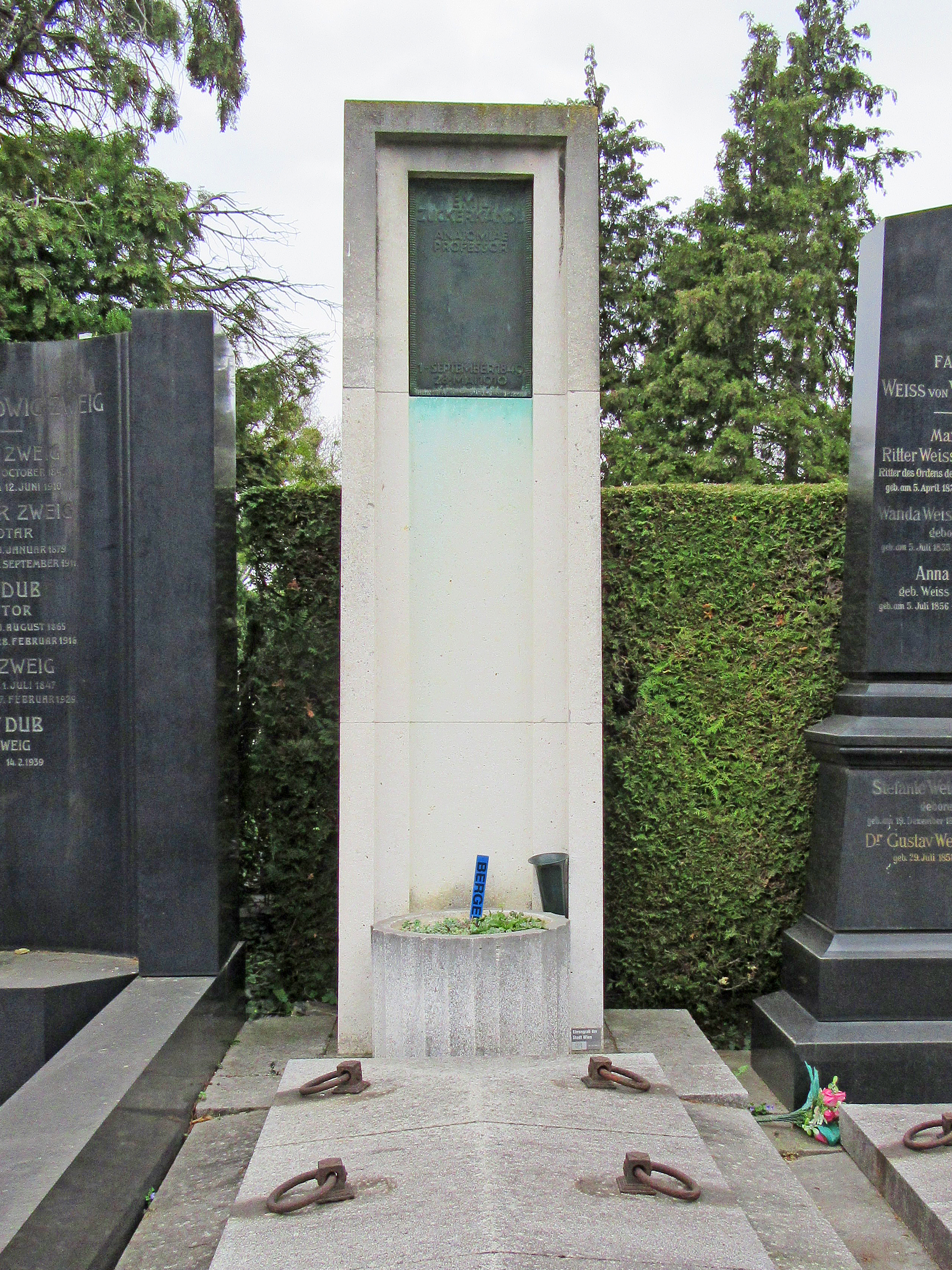
Tombe voor Emil Zuckerkandl (1908)

### Van 1910 tot 1954

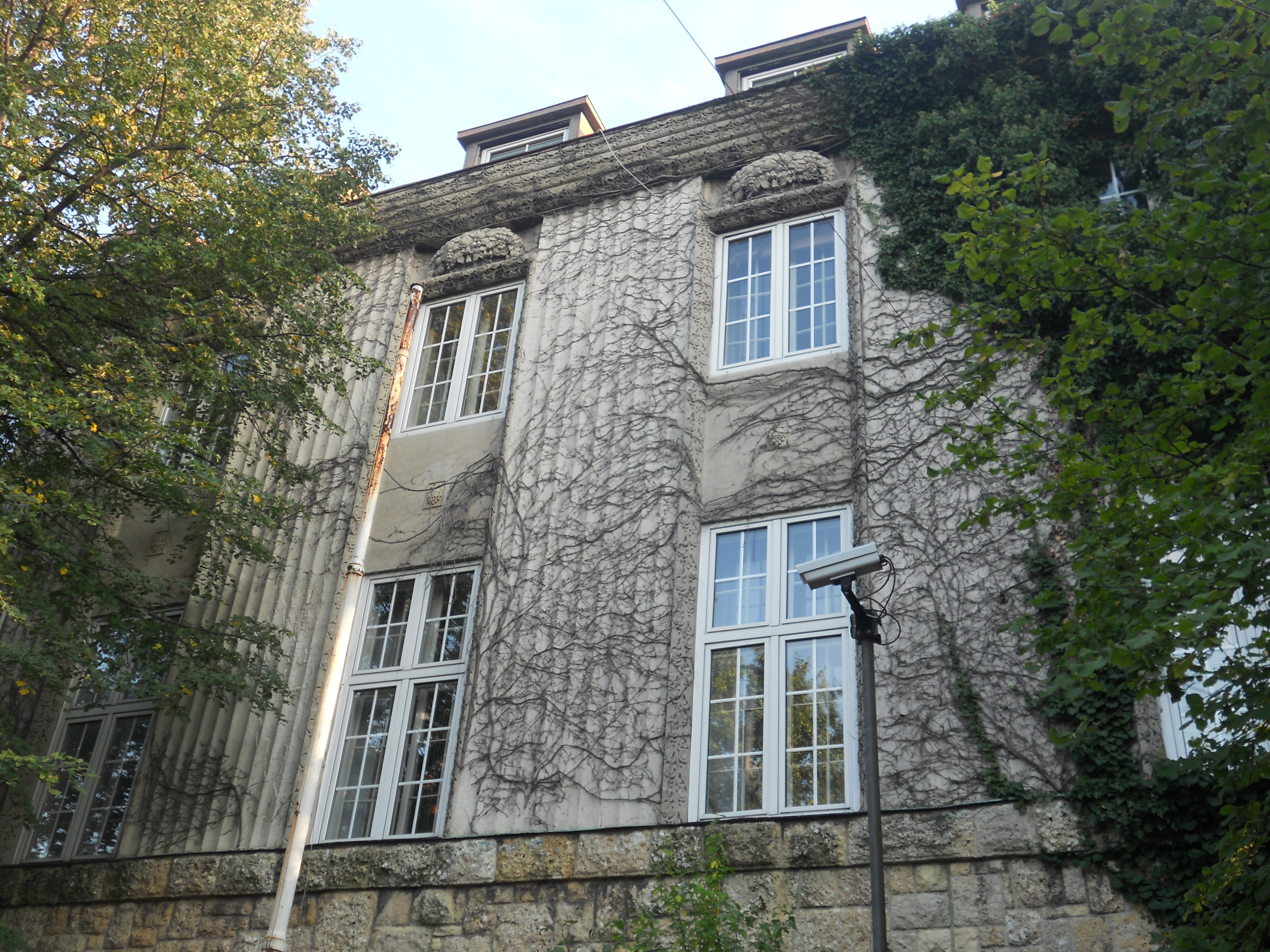
Steinfeldgasse 2 (1911)
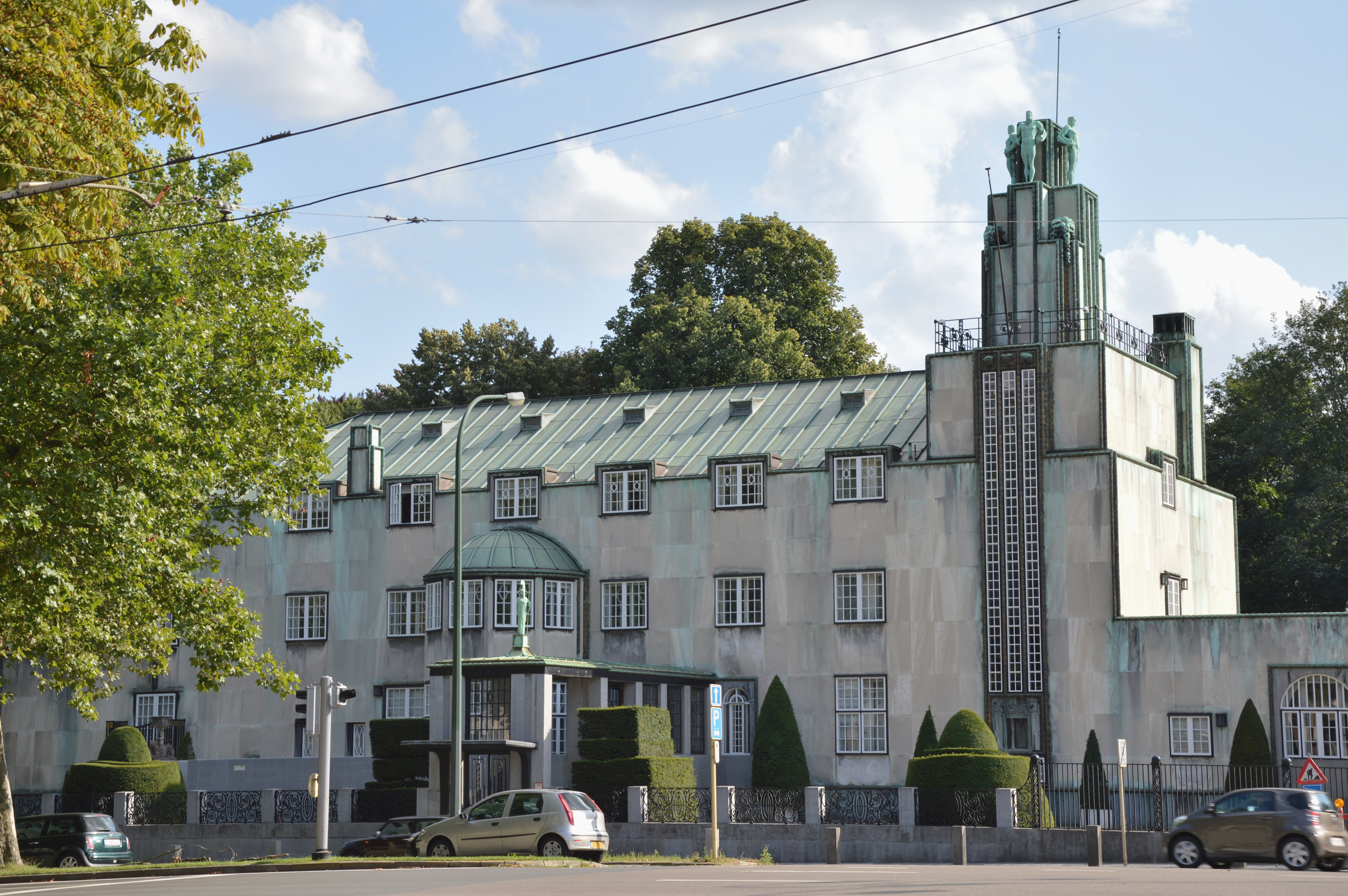
Stocletpaleis (1911)
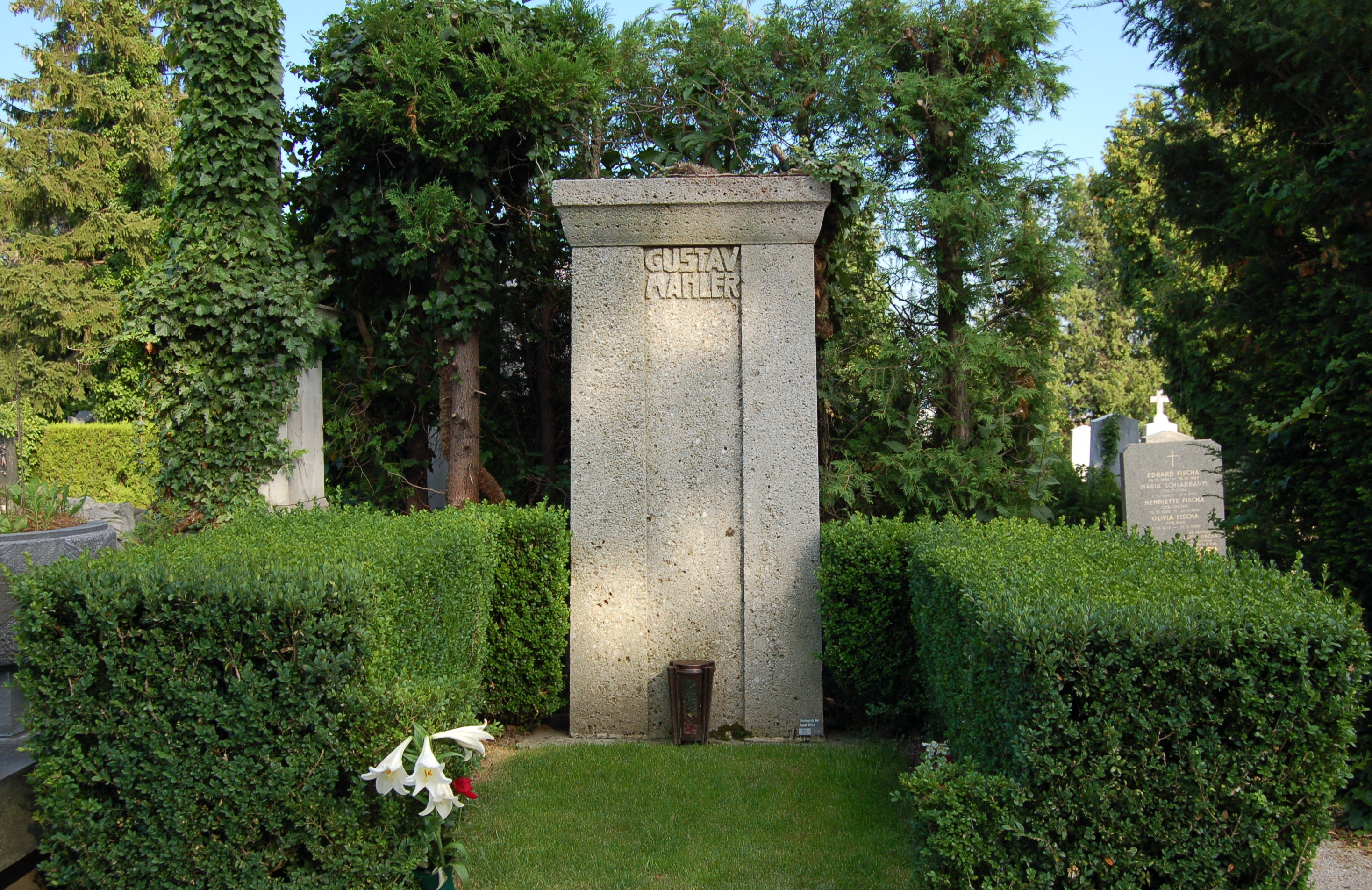
Tombe voor Gustav Mahler (1911)
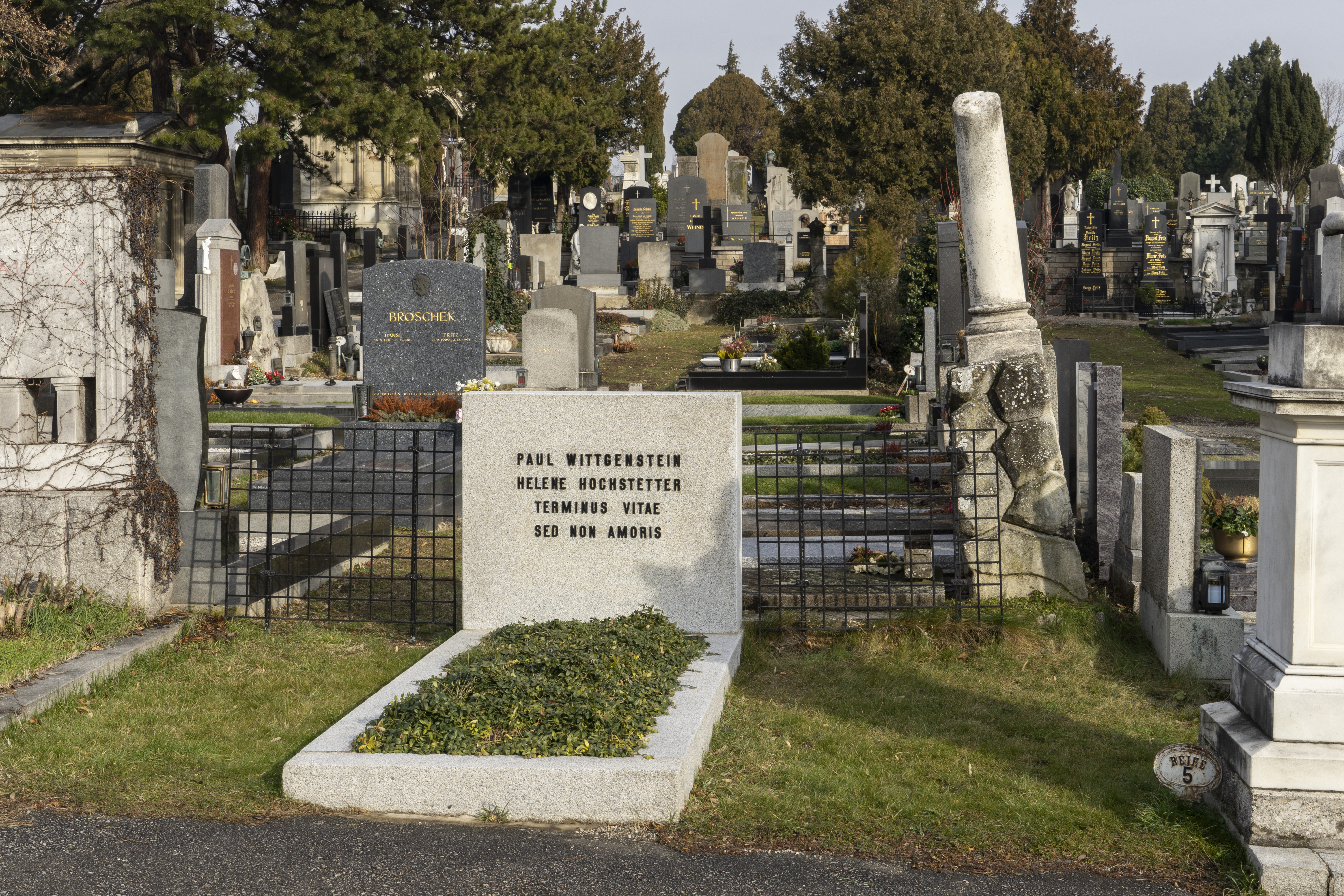
Tombe voor Paul Wittgenstein (1912)
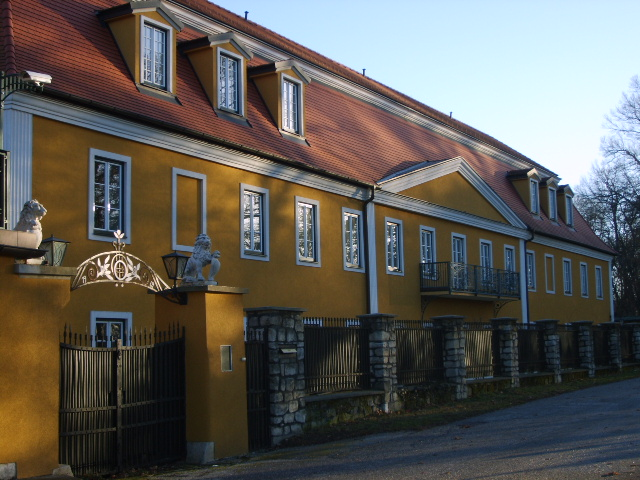
Pfarrgasse 15 (1913)
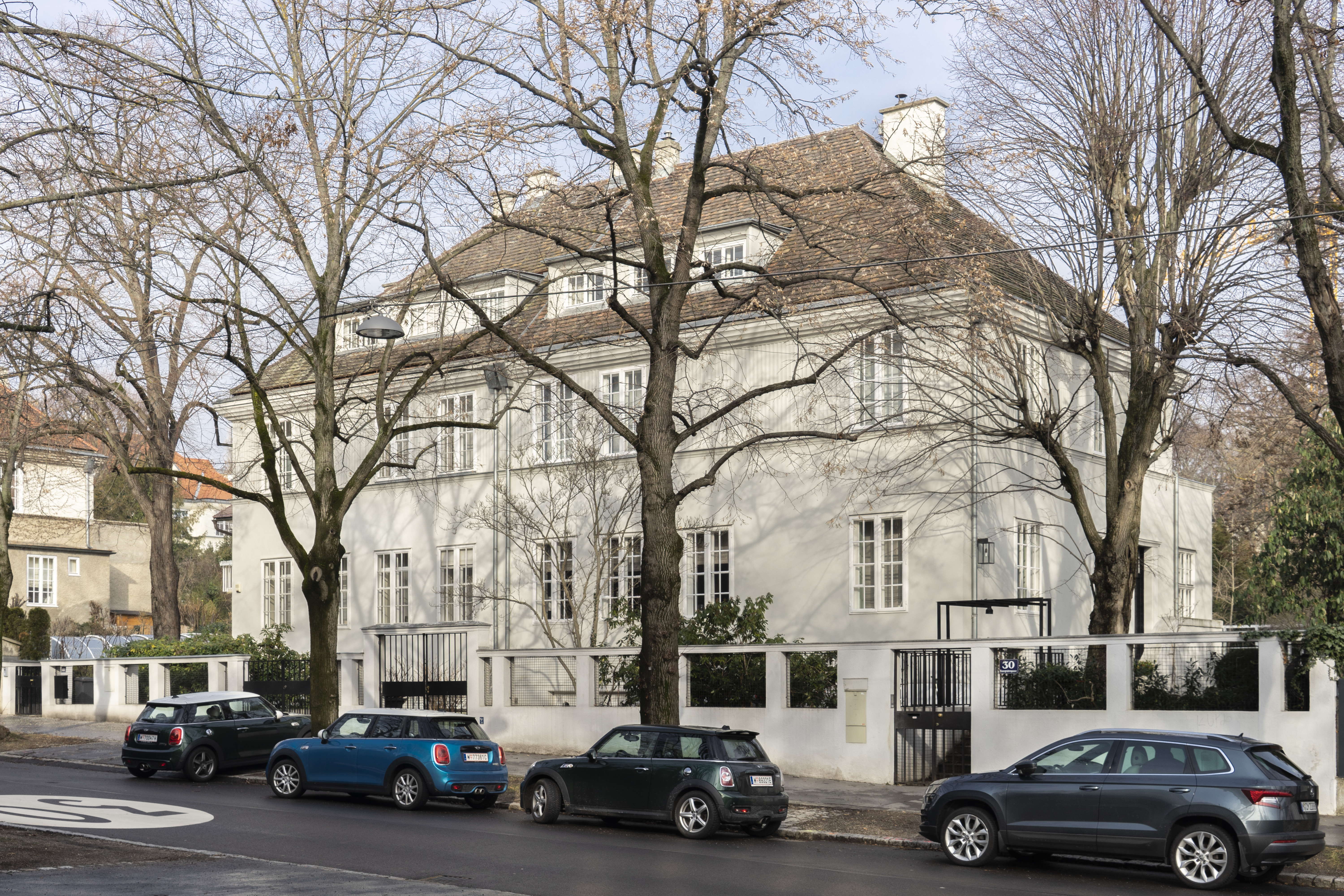
Kaasgrabengasse 30-32 (1914)
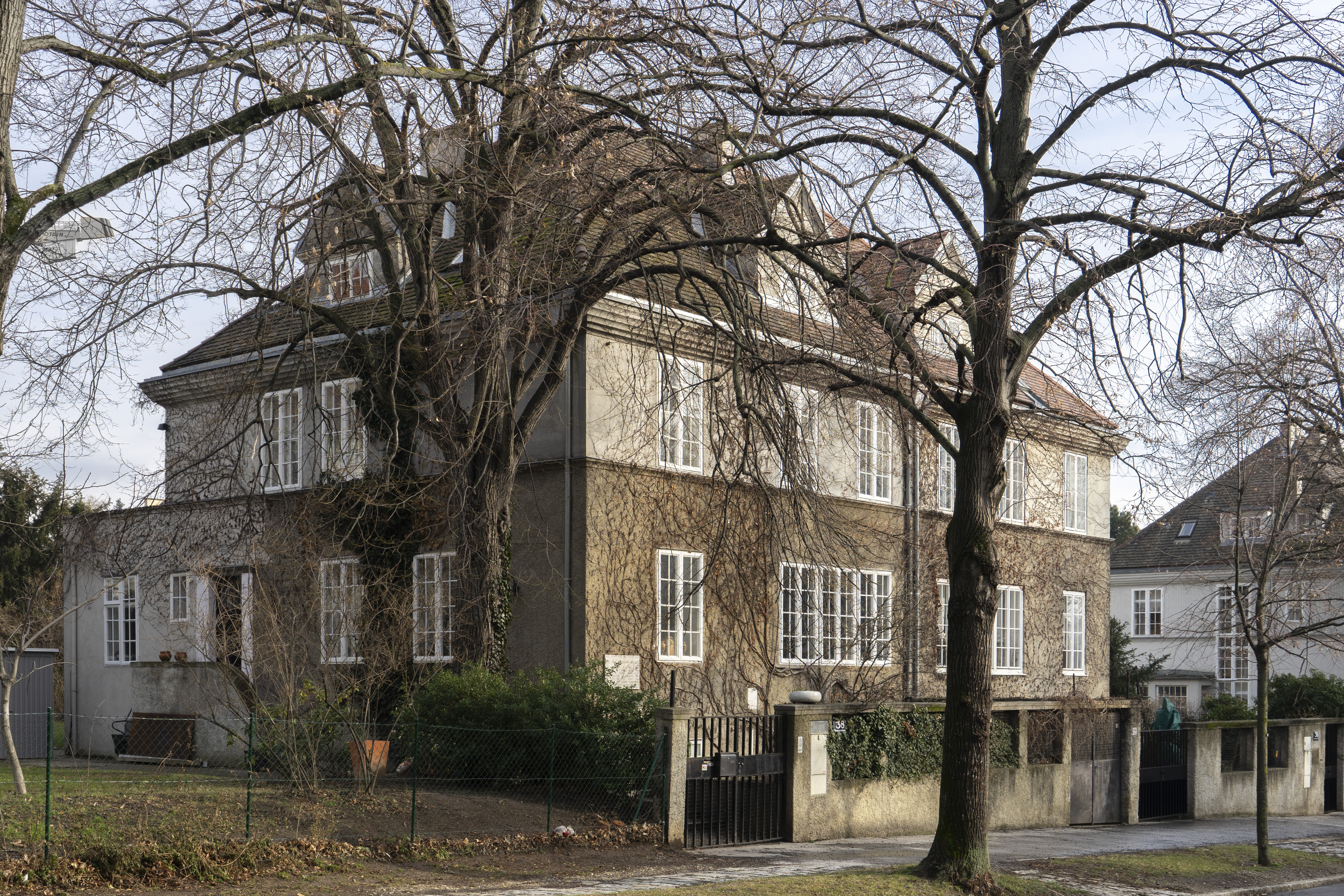
Kaasgrabengasse 36–38 (1914)
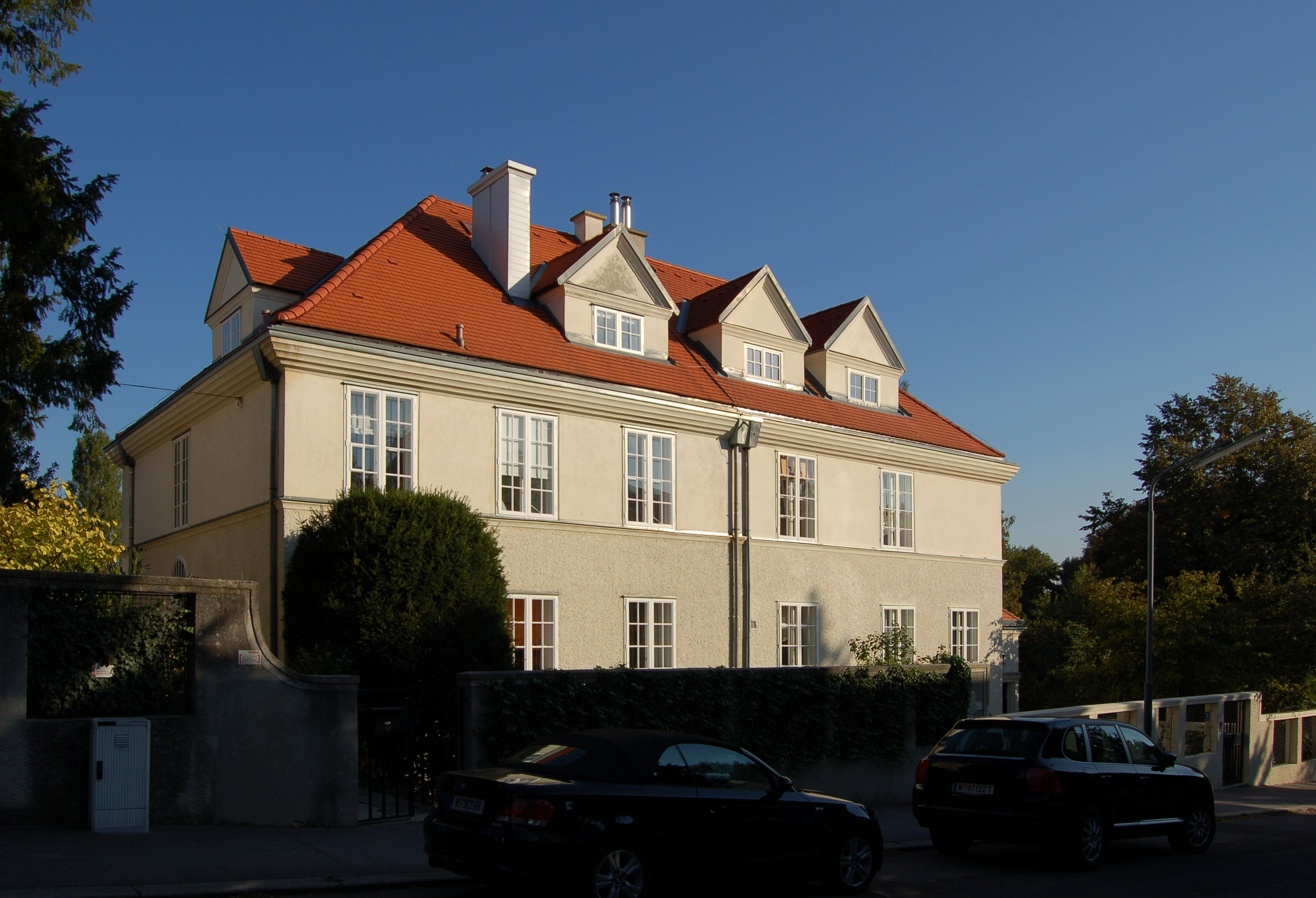
Suttingergasse 12–14 (1914)
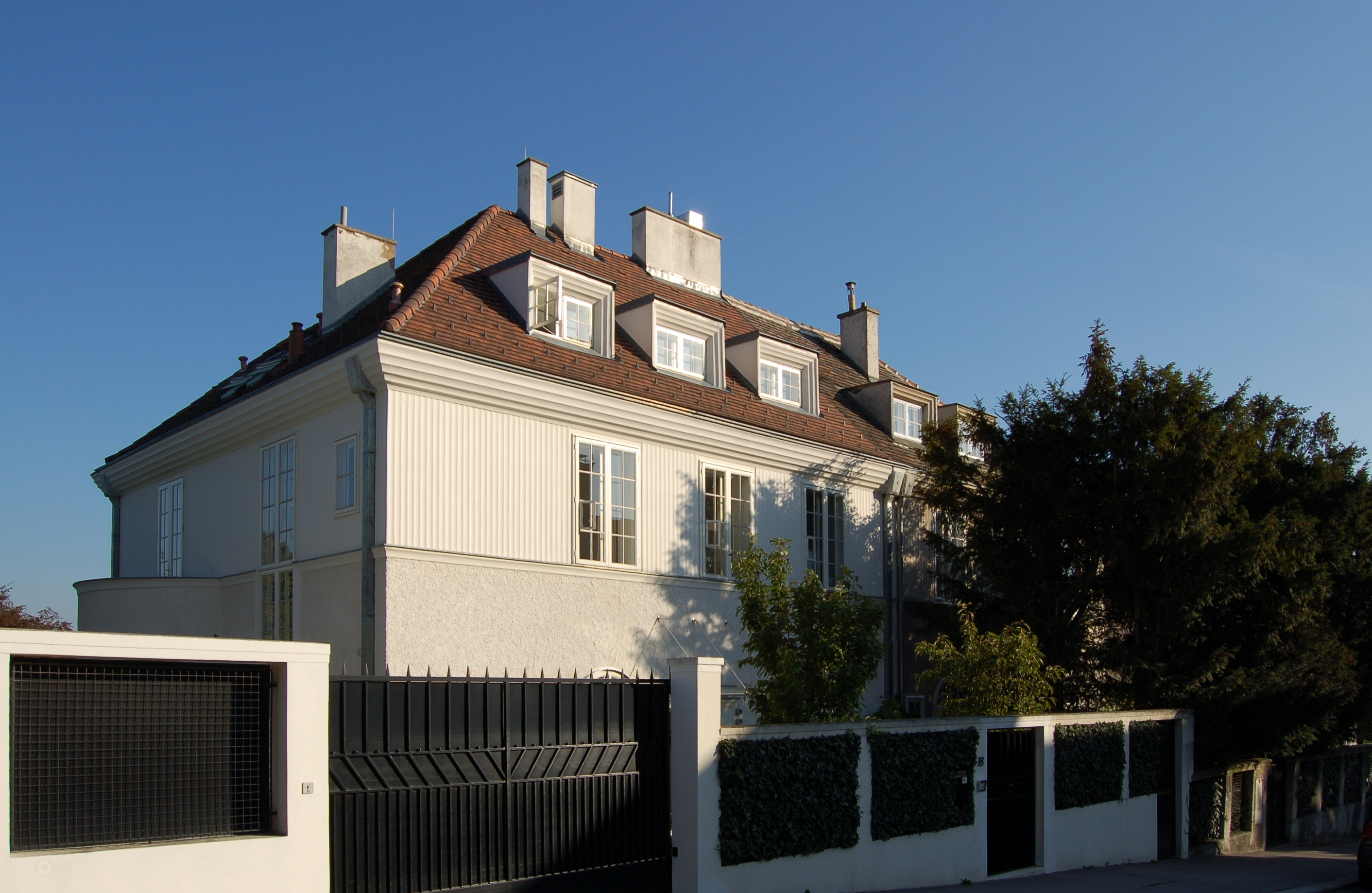
Suttingergasse 16–18 (1914)
Villa Primavesi (1915)
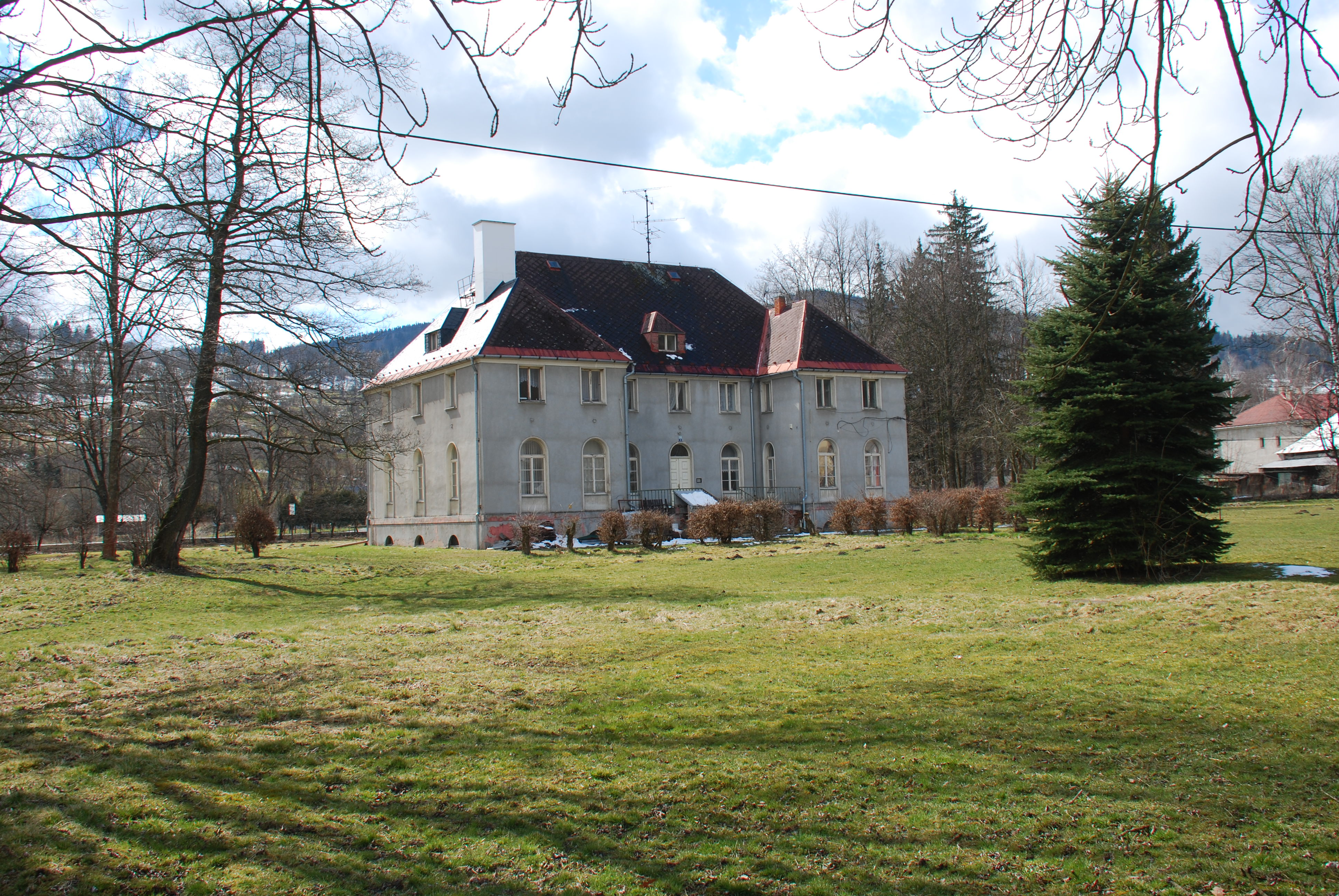
Tschechien (1921)
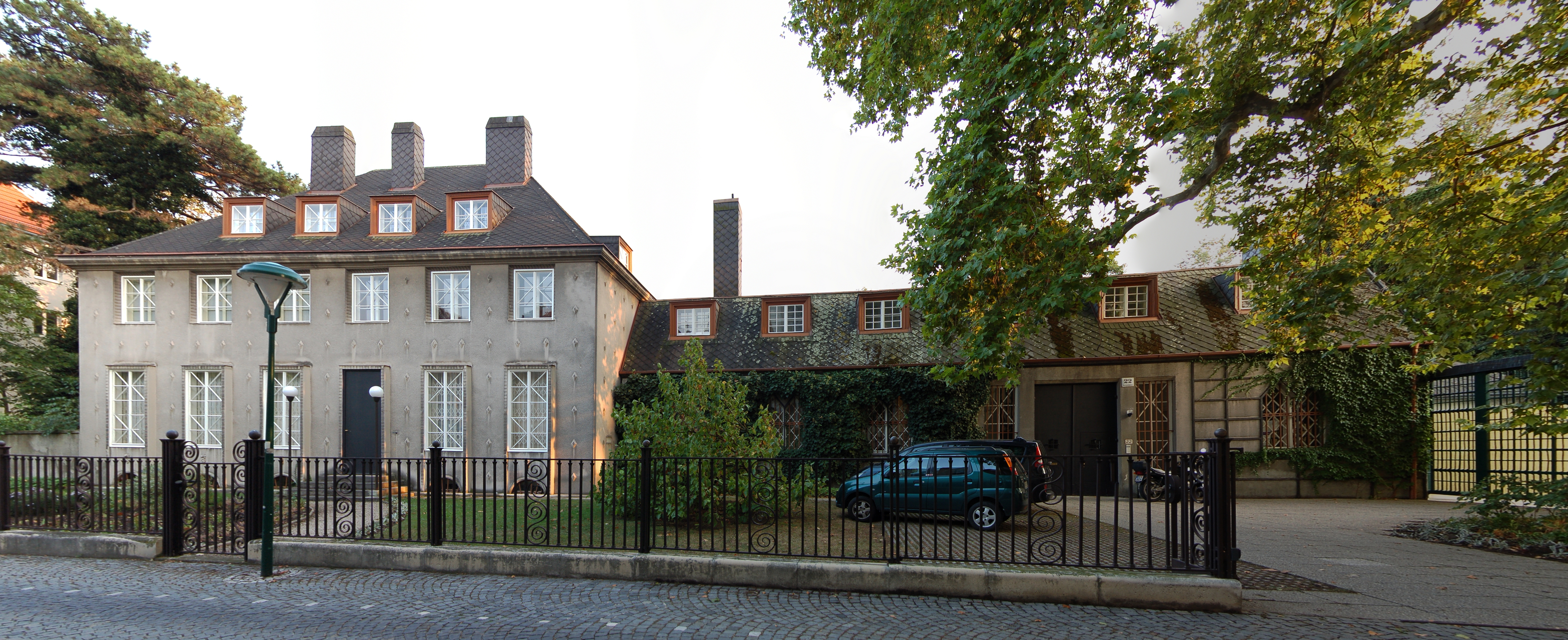
Huis van Sonja Knips (1924)
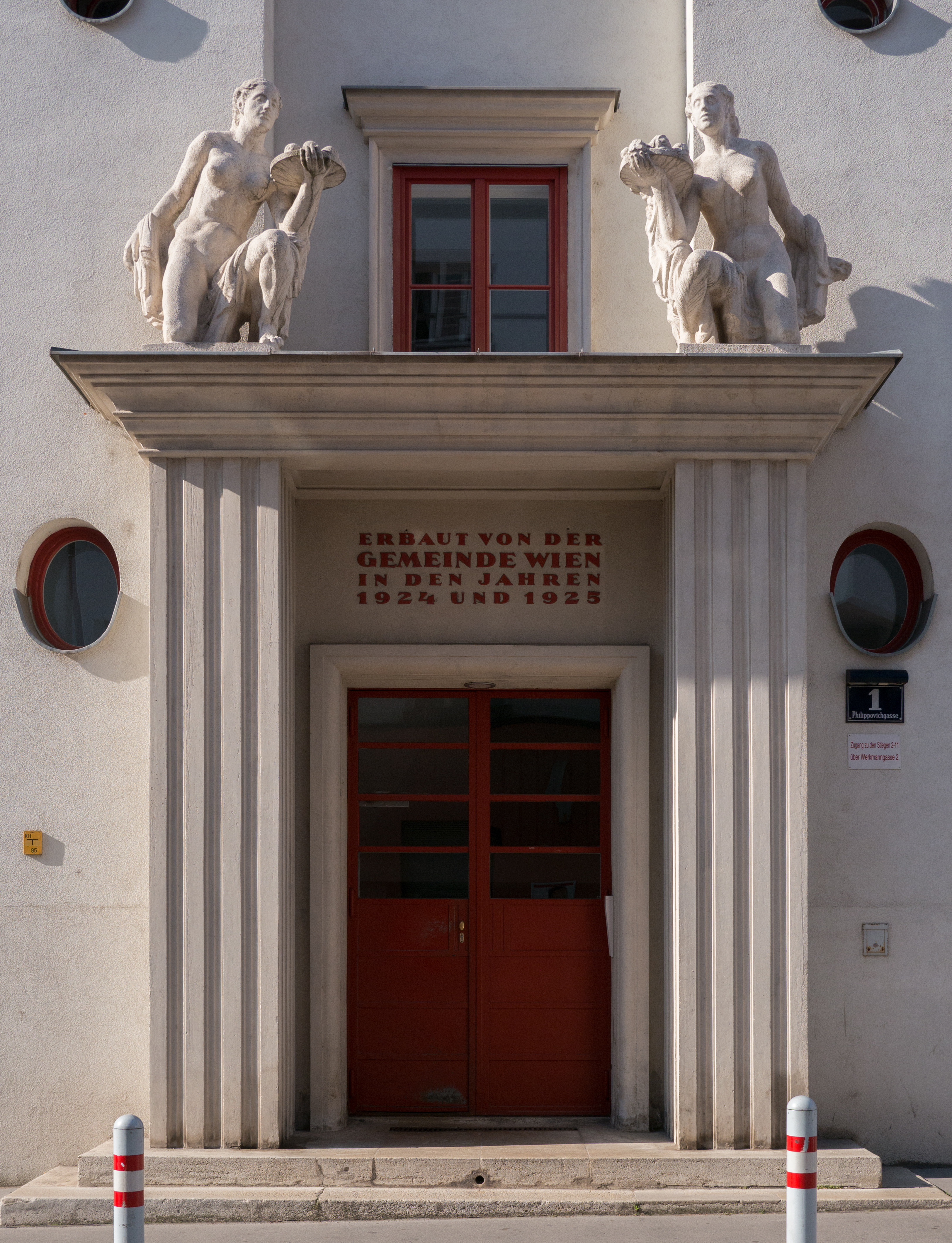
Klose-Hof (1925)
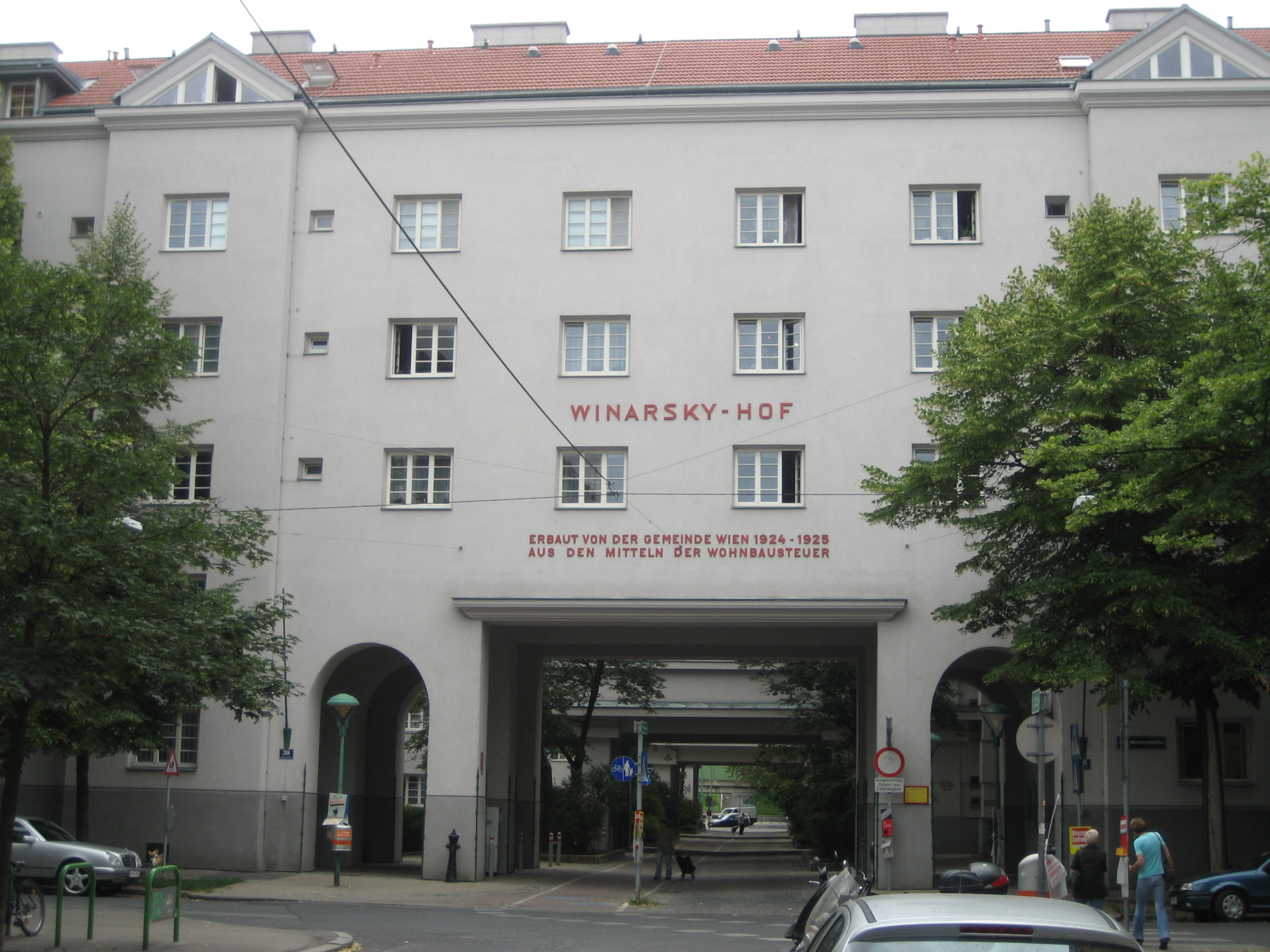
Winarsky-Hof (1925)
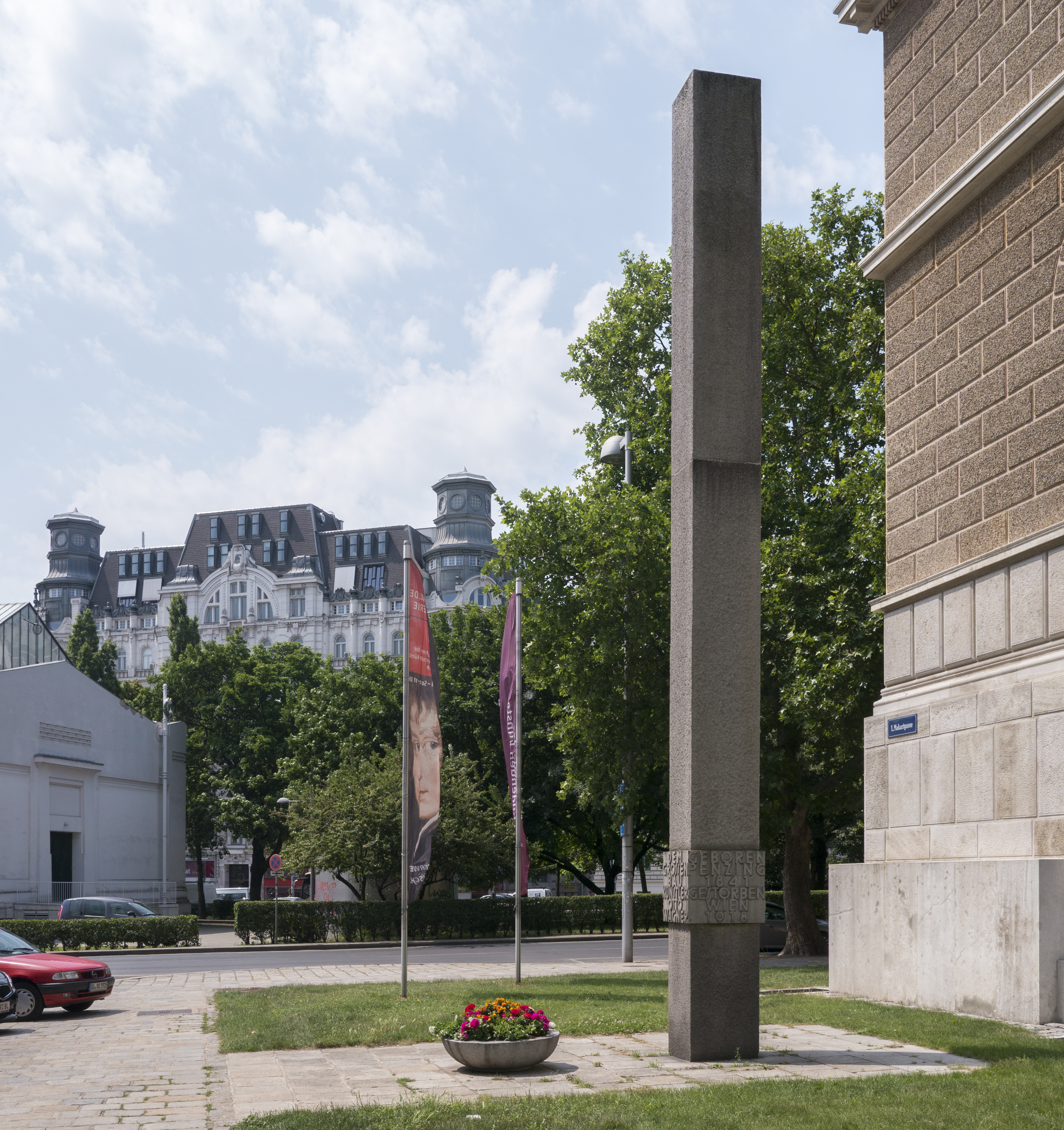
Monument voor Otto Wagner (1930)
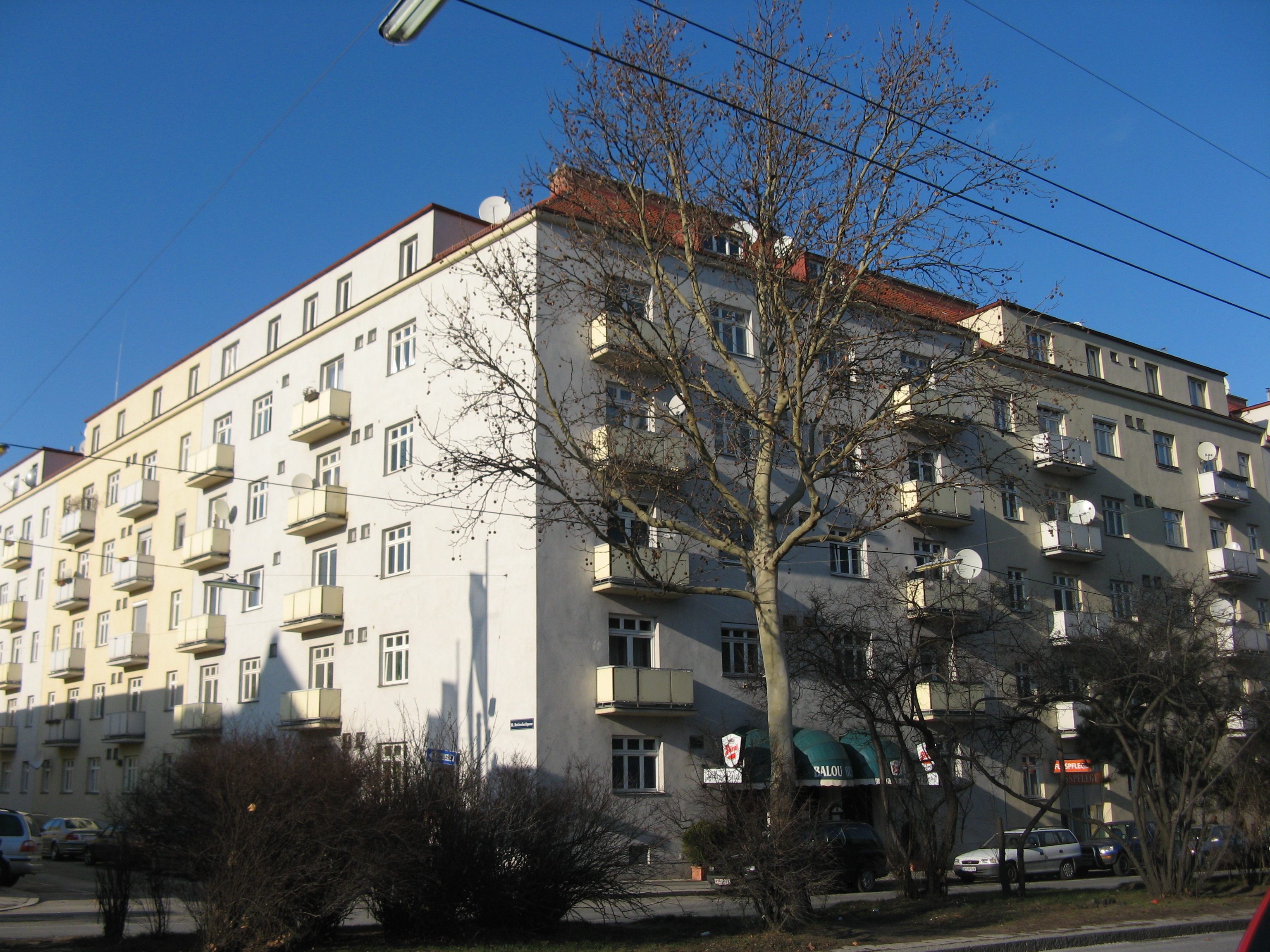
Laxenburger Straße 94 (1932)
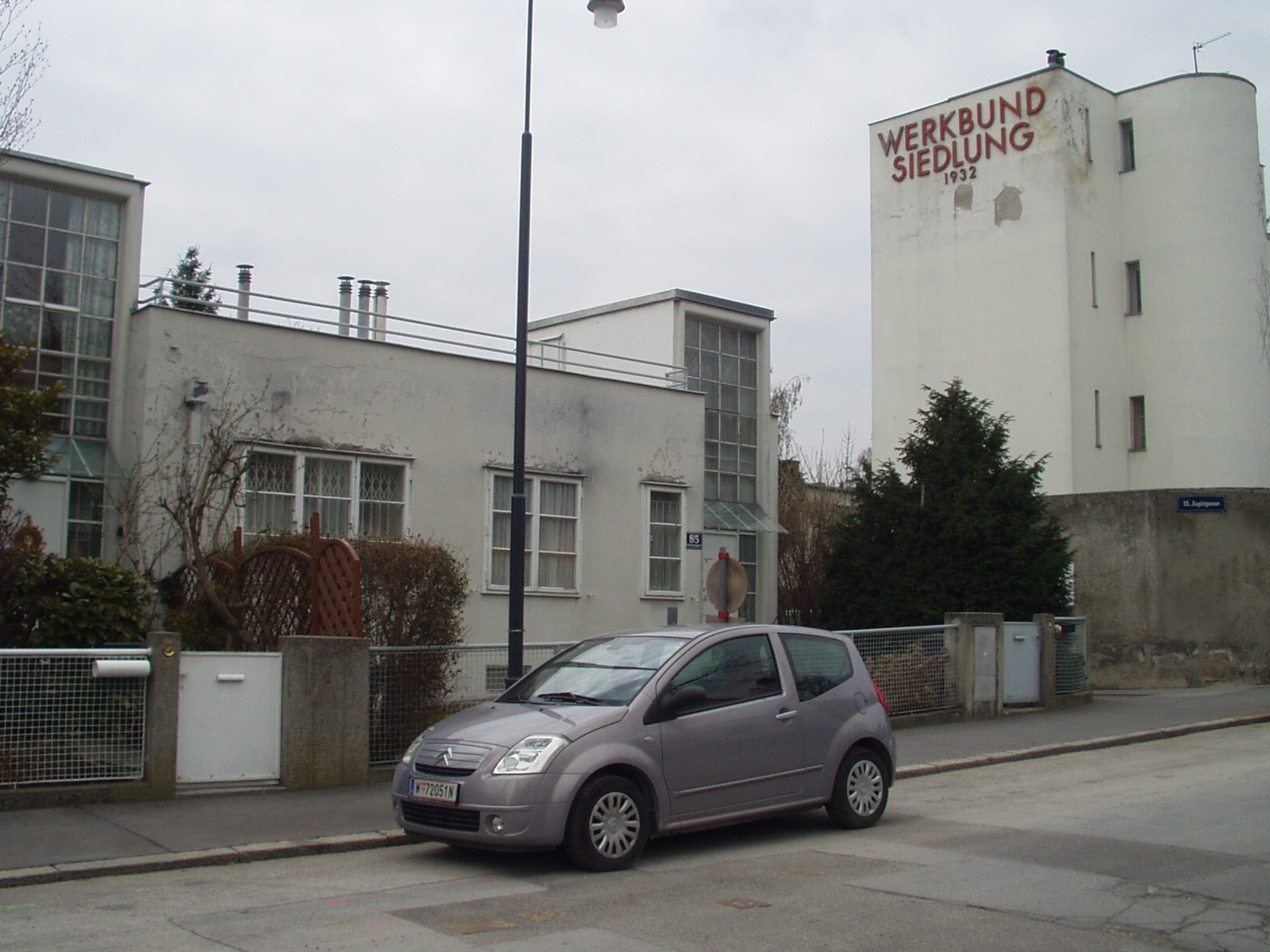
Veitingergasse 79–85 (1932)
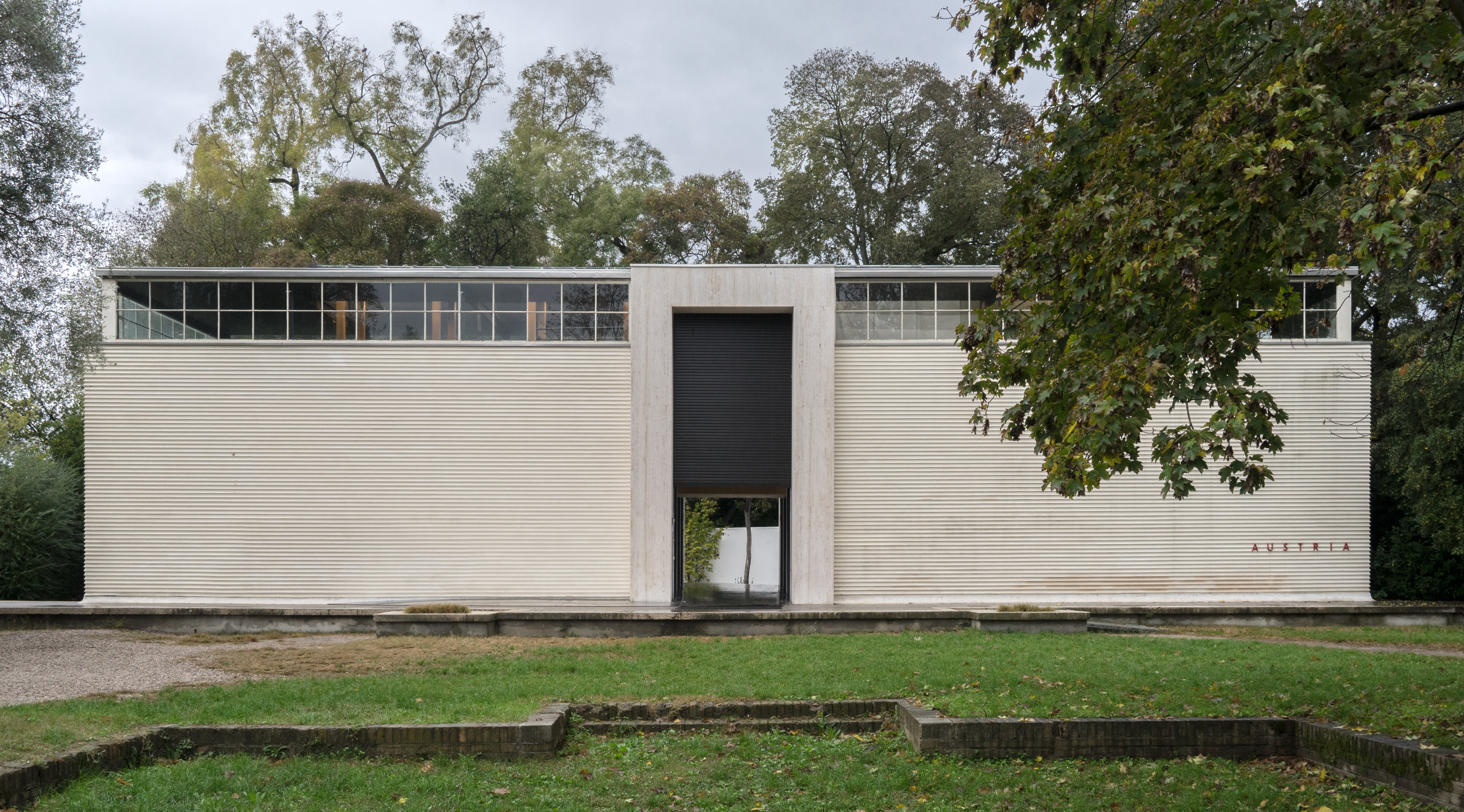
Austrian Pavilion op de Biënnale van Venetië (1934)
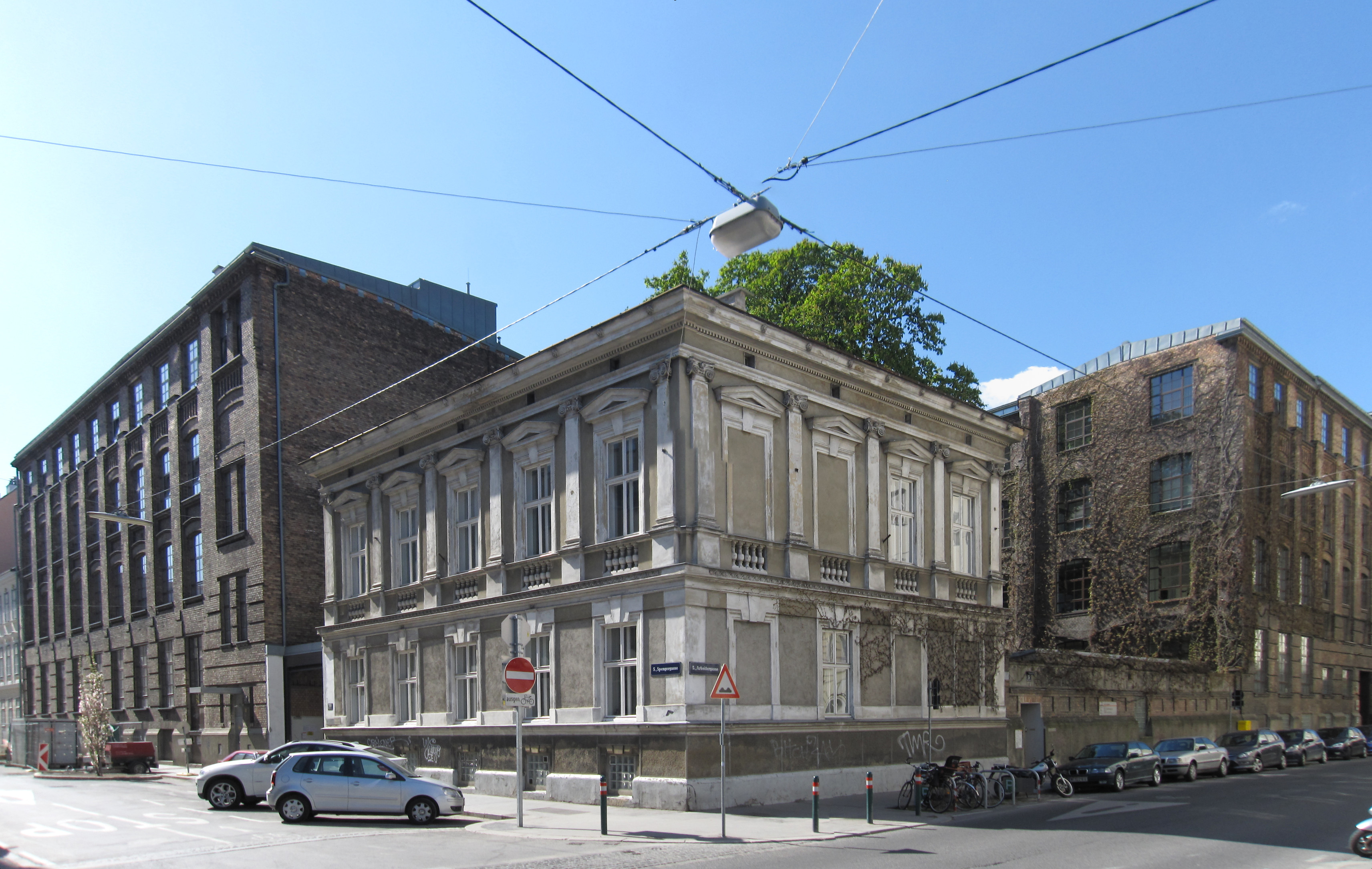
Arbeitergasse 1-7 / Spengergasse (1939)
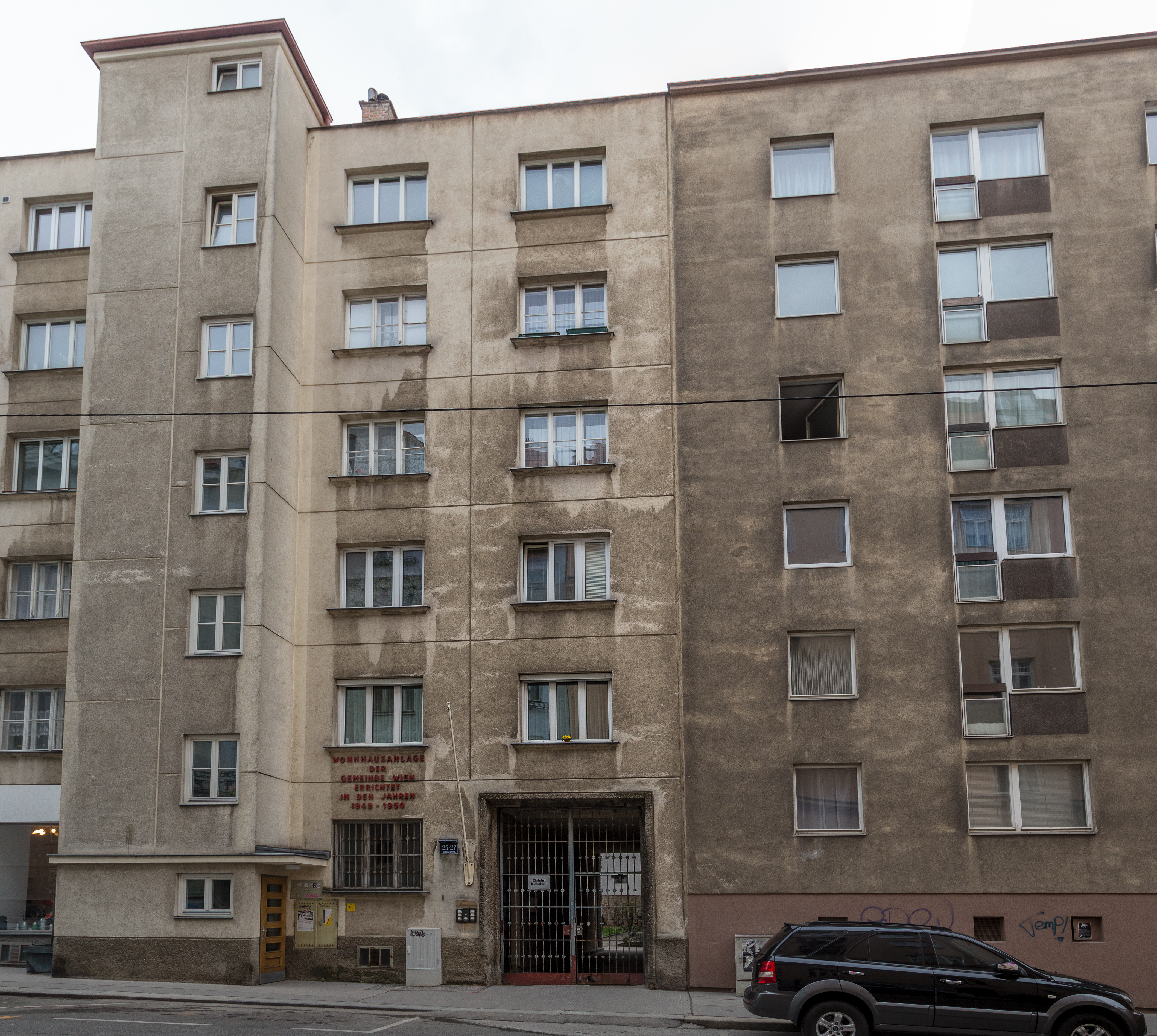
Blechturmgasse 23–27 (1950)
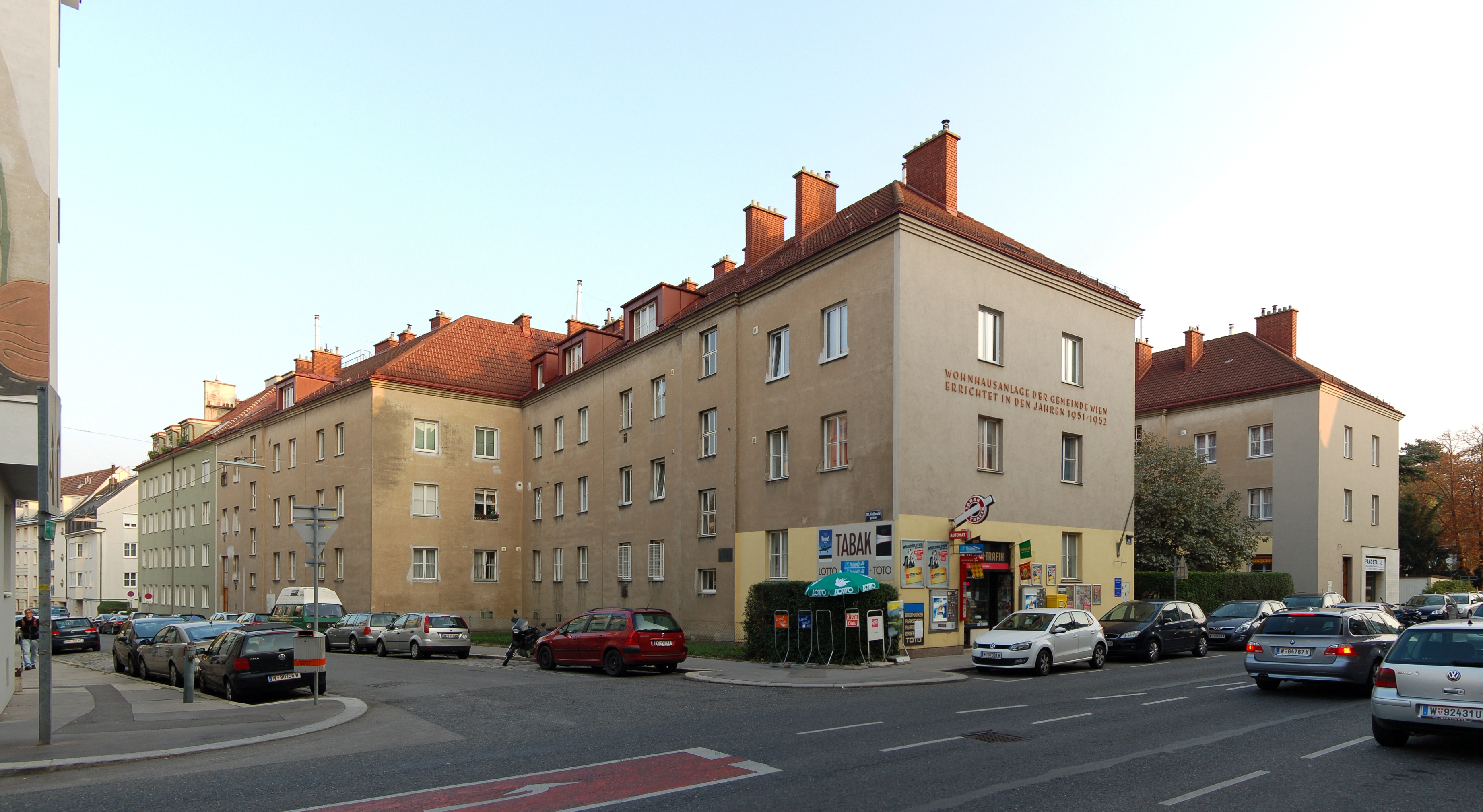
Silbergasse 2–4 (1952)
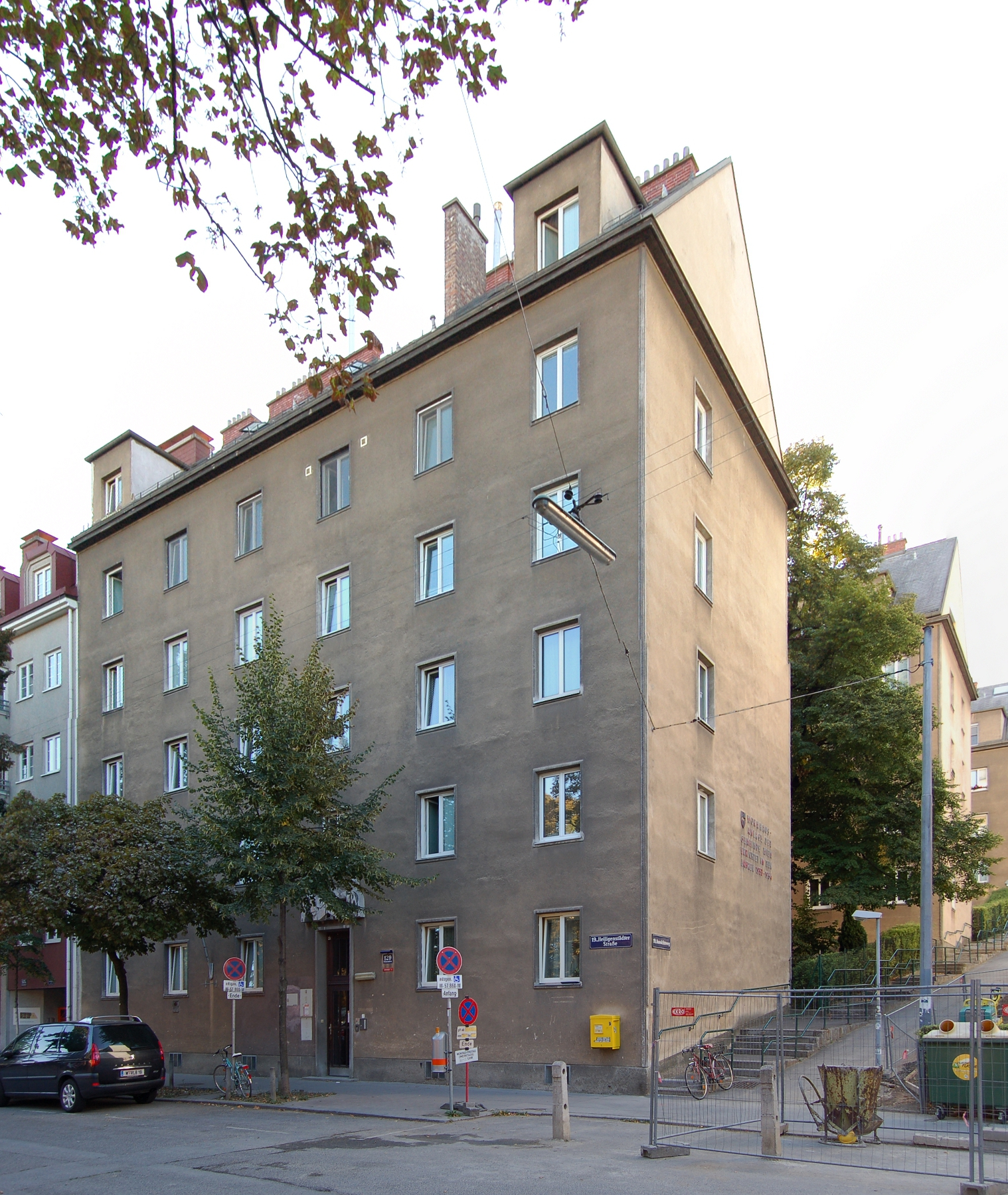
Heiligenstädter Straße 129 (1954)

## Werk in openbare collecties (selectie)
- Hessisches Landesmuseum Darmstadt